# Mitologia bretona
La mitologia bretona és la base de les creences de Bretanya. Els pobles cèltics d'Armòrica probablement coneixien amb la seva mitologia celta diverses deïtats i criatures específiques associades als cultes de la natura, que trobem alguns vestigis en alguns sants bretons. Aquest fons mitològic és acceptat pels romans i clarament cristianitzat, provocant la irremeiable pèrdua de grans relats i la destrucció o conversió de llocs pagans de culte. Es promou el mite del rei Brutus per atribuir els orígens troians als armòricans, abans de ser desafiat pel de Conan Mériadec al segle xi, que explica la cristianització de la regió i la seva llengua. La migració dels bretons de la Gran Bretanya a partir del segle iv fan que les mateixes creences cristianes s'alcin a banda i banda del canal de la Mànega, amb un probable retorn de la matèria de Bretanya. Durant l'edat mitjana, la llegenda artúrica es difon àmpliament al ducat de Bretanya, principalment a través dels poemes de Marie de France. Les grans famílies nobles de Laval i Rohan van reclamar la possessió de les terres artúriques a Bretanya a finals del segle xv, època on figura el primer registre escrit de la llegenda de la vila de Ys. Després d'un llarg període de desinterès per a les creences bretones, al segle xix, molts erudits incloent alguns celtomaníacs defensen la identitat celta de la Bretanya, probablement per reacció a la pèrdua d'autonomia de la regió després de la Revolució francesa.

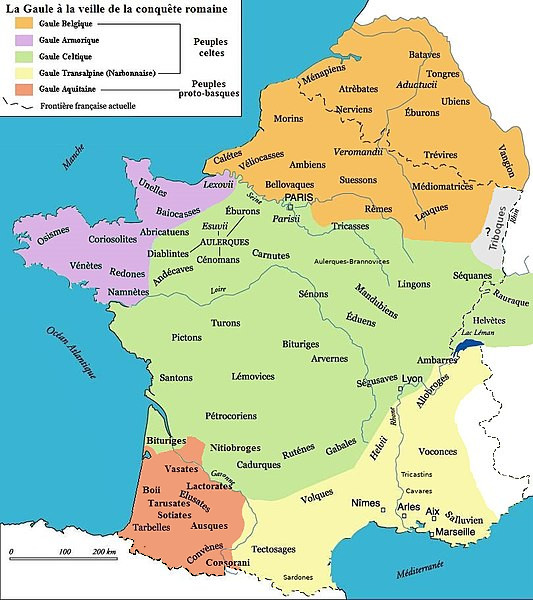
Armòrica (en lila) dins el conjunt de la Gàl·lia
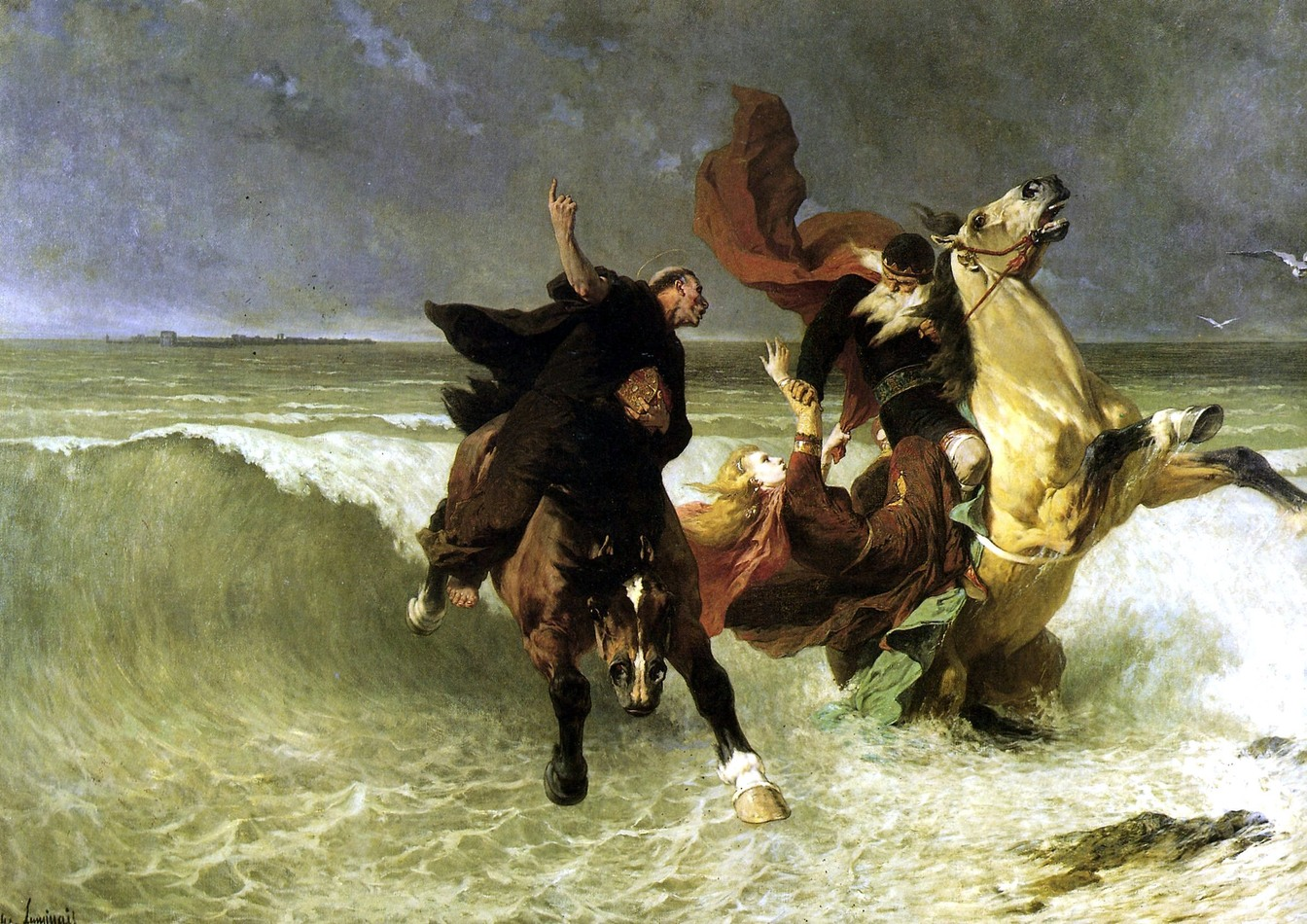
La fugida del rei Gradlon, segons Évariste-Vital Luminais, c. 1884, conservat al Museu de Belles Arts de Quimper. Aquesta pintura representa una famosa escena de la llegenda de la vila d'Ys

Els topònims llegendaris estan arrelats permanentment al territori. El bosc de Brocelianda de les novel·les artúriques es troba al bosc de Paimpont, amb la tomba de Merlí i la Vall sense retorn. La vila enfonsada sota les aigües d'Ys s'imagina a la costa de Douarnenez.
La publicació del Barzaz Breiz de La Villemarqué el 1839 aporta una llarga onada d'interès pel «llegendari celta» i contribueix a forjar la imatge de la Bretanya com una «terra de llegendes» pintoresca. Es realitzen moltes recopilacions de folklore local fins a principis del segle xx, tant a l'Alta Bretanya com a la Baixa Bretanya, que permet conservar una gran quantitat d'històries amb fades, lutins i altres criatures o personatges com Merlí. Paul Sébillot, François-Marie Luzel o Anatole Le Braz destaquen l'existència de creences camperoles al voltant d'una multitud de fades beneficioses o malvades (la més famosa és Dahut), i els lutins més o menys útils designats posteriorment amb l'únic nom de korrigan. Bretanya també té una personificació de la mort, l'Ankú. El rei Marc de Cornualla amb orelles de cavall, que marca la toponímia de Cornualla, és conegut des de les novel·les artúriques de l'Edat mitjana. Algunes històries esmenten gegants i criatures nocturnes com ara el Bugul-noz.
Actualment, el turisme i la literatura asseguren un clar èxit a aquestes moltes històries conservades per les recopilacions, però són víctimes d'un sincretisme de vegades important.

## Definició
L'ús del terme «mitologia bretona» és qüestionable. Françoise Le Roux i Christian-Joseph Guyonvarc'h volen diferenciar la mitologia pròpiament dita de les «poques traces que romanen al folklore bretó». De la mateixa manera, Claude Sterckx parla de «restes mitològiques que romanen en el folklore bretó», afirmant que a Bretanya «a penes ha preservat textos mitològics en el sentit complet del terme».
L'existència d'elements realment provinents de la mitologia celta entre el corpus de les recopilacions bretones ha estat considerada des de fa temps impossible, especialment a causa de les invencions i recomposicions de celtomaníacs a vegades motivades pel nacionalisme bretó, i especialment de la cristianització. Segons Le Roux i Guyonvarc'h, el relat i «gairebé tot el que és llegendari a Bretanya» està cristianitzat. Tanmateix, els elements (sobretot pel que fa a Merlí, el Tadig Kozh, l'Ankú i fins i tot algunes característiques atribuïdes a Santa Anna) estan relacionats amb la mitologia celta-bretona, ja que tenen punts en comú amb la mitologia d'Irlanda i de Gal·les. A Bretanya, com en altres llocs, el folklore representa «la culminació del mite».
Una altra diferència important prové del fet que el mite és transmès pels estudiosos, mentre que el folklore és transmès per la gent, sovint de forma oral. Una gran quantitat d'elements pertanyen al folklore bretó i no a la mitologia, com els korrigans o les bugaderes nocturnes. Aquest folklore bretó representa «el que queda del mite». Clarament cristianitzat, de vegades no té coherència.

## Història
| Marcs temporals, històrics i mitològics |
| --- |
| - segle I: creació l'estàtua gal·loromana de Brigit, deessa del Ménez-Hom. - segle IV: començament de les migracions des de Gran Bretanya. Cristianització i possible implantació del cicle artúric. - segle V: Desaparició dels cultes no-cristians. - segle IX: Difusió escrita del mite del rei Brutus de Bretanya. - segle XI: Propagació del mite de Conan Meriadec. - Finals del {{segle\|XII: lais bretons de Marie de France, novel·les de Tristany i Isolda. - 1467 i 1475 : Reclamació de les terres artúriques pels casals de Laval i Rohan. - 1547 : primer testimoni de la presència de fades a Bretanya, per Noël du Fail. - 1749 : primera menció de «génies» i de «folets» (lutins) per Jacques Cambry. - 1839 : primera edició del Barzaz Breiz. - 1844 : primera edició del Foyer Breton, d'Émile Souvestre. - 1870 : publicació dels Contes Bretons, de François-Marie Luzel. - 1880 : disminució de les creences de fades / lutins. - 1880-1883 : Publicació dels Contes populaires de l'Haute-Bretagne, de Paul Sébillot. - 1893 : primera edició de La Légende de la mort, d'Anatole Le Braz. |

Com tota la mitologia celta, la de Bretanya posseeix fonts indoeuropees llunyanes. El seu desenvolupament i l'interès que suscita semblen el resultat de la recerca dels orígens per la seva població, especialment després del final de la independència de facto de la província, en el període posterior a la unió de Bretanya amb França, i especialment després de la Revolució Francesa i els problemes que se'n deriven; la troiamania se substitueix per la celtomania.
Segons Michel Le Bris, «si la relació amb l'imaginari pren a Bretanya proporcions extraordinàries, és indubtablement deguda al cristianisme celta i la fantasia dels orígens».
L'ús i la difusió dels mites a Bretanya sempre han estat estretament lligats a la qüestió de la identitat i el nacionalisme.

### Cultes i creences del paganisme antic
Al Neolític, els gravats sobre els megàlits suggereixen que una deessa mare (o més) és adorada, probablement en un paper de deessa de la mort. Els pobles celtes no han deixat cap escriptura, per això es coneixen pocs elements de la mitologia dels antics armoricans. Les troballes arqueològiques permeten suposicions. El culte gal del cavall i del guerrer sembla substituir a poc a poc el de la deessa mare. Les estàtues d'argila blanca descobertes al segle xix i una petita estàtua de bronze que es troba a Baye suggereixen la veneració d'una deessa dels cavalls, potser una variant local d'Epona.

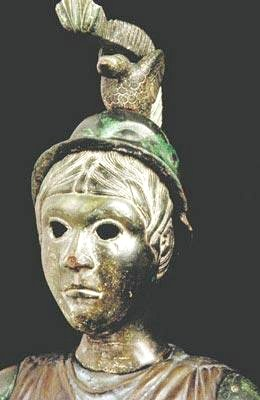
Brigit, deessa del Ménez-Hom, semblant a Atena. Obra d'art gal·loromà del segle i

En general, els celtes armoricans semblen molt supersticiosos, veient esperits als arbres, roques i rius, als quals adoren. Les seves creences presumiblement inclouen l'anomenada deïtat del cavaller angípede, entre molts altres (un a cada localitat). El culte d'animals i caps humans, la creença en la vida després de la mort, fins i tot la metempsicosi, es troben presents com ho demostra el gran nombre d'objectes enterrats a les tombes.
El panteó dels déus romans s'introdueix després de la Guerra de les Gàl·lies; una petita estàtua antiga del déu Pan es troba a Rennes. Al principi, els romans semblen mostrar tolerància cap a les deïtats autòctones. A l'època gal·loromana, els armoricans adoraven els cims (com el Menez Bré) i les aigües. Les petites estàtues de deesses nues, del déu amb un mall, un déu de banyes que es troba a Blain, i un déu itifàl·lic descobert a Plougastel-Daoulas demostren una fusió progressiva dels panteons celtes i romans. La deessa gal·loromana anomenada Brigit, probablement venerada a Ménez-Hom en el segle i, recorda fortament la deessa grega Atena.

### Mites de l'origen romà i troià dels bretons
Una idea equivocada comuna és que els documents relacionats amb els «mites bretons» a principis de l'edat mitjana contenen històries exclusivament «celtes».
Els documents escrits tendeixen a atribuir un origen troià o romà als bretons, des del segle ix. Així doncs, el mite del rei Brutus de Bretanya, un romà i net d'Enees expulsat d'Itàlia que va fundar una «nova Troia» a Bretanya (convertint-se en el primer «rei de Bretanya»), probablement pretén afavorir la integració d'aquesta província a l'Imperi Romà, amb el suport actiu de les autoritats romanes per difondre-la (llevat que fos composta al segle ix pels clergues o lectors laics de Virgili).
Aquest mite dels orígens troians perdura fins al segle xvi. En els segle xi i xii, competeix amb el mite de Conan Meriadec. Aquesta història també atribueix una ascendència romana als bretons, i s'esforça per explicar la constitució del seu territori, la seva llengua i l'establiment del cristianisme per l'arribada d'aquest dux bellorum i les seves tropes des de la Gran Bretanya. Conan Meriadec probablement va substituir a Brutus per les necessitats del cristianisme; el nom de «Brutus» revelava massa els seus orígens pagans. El mite de Conan Meriadec sembla haver estat perpetuat al llarg dels segles a través de la llegenda local de les «bordadores» de Josselin; les bugaderes que van ser condemnades a expressar-se amb lladrucs alguns dies de l'any per insultar a la Verge. Aquests lladrucs estarien relacionats amb la història que Meriadec, acompanyat de guerrers, hauria tallat la llengua de les dones dels territoris conquerits; aquesta mutilació tenia com a finalitat evitar que les dones transmetin la seva llengua als seus fills, en benefici dels invasors.
L'origen dels bretons provinents de Gran Bretanya (històricament testificat) és combatut per Bertrand d'Argentré, que els defensa un origen gal en la seva Histoire de Bretagne en 1582, precisament per allunyar les pretensions de l'anglesos sobre Bretanya.

### La cristianització
És molt probable que el cristianisme hagi eliminat la major part de les tradicions orals veritablement relacionades amb la mitologia celta a Bretanya, igual que la conversió de Roma ha esborrat les tradicions orals paganes. Al segle v apareixen els primers sants bretons, probablement perquè molts clergues organitzen moviments migratoris entre la Gran i la Petita Bretanya. La xarxa de parròquies ja és densa en el territori armoricà del segle vi.
Jean Markale defensa una teoria segons la qual els immigrants cristians procedents de la Gran Bretanya a partir del segle iv van imposar la seva religió a la població local, majoritàriament pagana, creant enfrontaments a vegades violents:
| « | Es pot dir que el cristianisme, en la seva forma romana […] va engendrar el genocidi cultural de Bretanya, buidant i destruint tot allò que podia connectar als bretons a les seves arrels autèntiques. | » |

No obstant això, les afirmacions de Markale s'han ocultat o s'han desacreditat. Per a Ferdinand Lot i Jacques Le Goff, cap culte no-cristià va poder sobreviure a Bretanya després del segle v, una opinió que va rebre el suport de Françoise Le Roux i Christian J. Guyonvarc'h. També afegeixen que:
| « | Ningú no té els mitjans per respondre quant a la naturalesa de la transmissió oral i escrita dels mites celtes a la terra bretona. A Irlanda, l'Església s'ha identificat amb la cultura nacional, confosa amb el cristianisme i la manté amb força facilitat. A Bretanya, al contrari, l'Església ha vist en el folklore la supervivència d'un esperit precristià, que ha intentat aniquilar o contrarestar per imposar un catolicisme formal sense cap rastre de desviació particularista. Ella mai ho va aconseguir per complet. | » |

Al contrari, Bernard Sergent creu que els mites i llegendes de la tradició celta han sobreviscut a Bretanya almenys fins al segle xii, quan serveixen de font d'inspiració per a Marie de France. La presència d'elements molt eròtics en algunes esglésies i megàlits suggereix una certa tolerància d'aquestes autoritats religioses davant algunes creences paganes. De la mateixa manera, Michel Le Nobletz cita al començament del segle xvii un culte pagà del Sol, localment anomenat Doue Tad (Déu pare) a l'illa de Sein. Per Gwenc'hlan Le Scouëzec, la persistència de ritus no-cristians o parcialment cristianitzats, com ara les oracions a l'aire lliure, demostra que l'Església «mai va tenir el monopoli del sagrat a Bretanya».

#### Creences cristianitzades
És innegable que les creences s'han transformat en gran manera; els personatges mitològics bretons es van combatre o van canviar per la cristianització. La Vitae dels sants bretones des dels inicis de l'Edat Mitjana conté elements aliens al cristianisme, heretats de l'antiguitat, especialment la intervenció dels gegants. Molts sants bretons no han estat reconeguts oficialment per l'Església catòlica, prova dels seus orígens pagans. Això no va impedir que els bretons els veneressin i erigessin esglésies o capelles. Així doncs, santa Onenne, venerada a Tréhorenteuc, provindria del mite celta de la dona cigne i de la deessa Dana, abans que el clergat la canviés per a «la guardiana de les oques».
Molt probablement, les fades bretones descendeixen a partir de deesses paganes antigues, el nom de les quals s'ha perdut amb el temps. Són cristianitzades, ja que les fades de les aigües fonamentalment beneficioses s'assimilen a la Mare de Déu. Les altres es demonitzen en forma de bugaderes nocturnes o dames blanques. Les dames blanques, a vegades venjatives, probablement es van imaginar amb el propòsit d'allunyar els cristians de les fonts on s'adoraven les fades. Algunes històries expliquen històries de fades condemnades a marxar; la fada de les houles que vivia a la cova del Bec du Puy hauria desaparegut quan l'Església es va oposar a les ofrenes que li feien. De la mateixa manera, molts llocs es dediquen a una Verge o un Sant, les característiques dels quals es refereixen clarament a les fades; les de Guipavas i de Lannédern tenen atribuïdes el poder submergir les terres per castigar els homes. Algunes plantes i fruites tradicionalment associades amb fades, com ara l'arç i la verbena, reben noms cristians. Tanmateix, la facilitat amb què circulen els contes de fades, històries universals a Europa, les permet subsistir. El 1547, Noël du Fail evoca la presència de fades a les fonts bretones, demostrant que aquesta creença roman viva. El seu testimoniatge també constitueix el certificat més antic de la presència de fades a Bretanya.
La llegenda de la vila d'Ys representa un altre mite celta antic on la cristianització és gairebé total. Només hi ha petits elements relacionats amb la mitologia original. Quan el mite de la immersió d'Ys és evocada per primera vegada per escrit al segle xv, gràcies a Pierre Le Baud, ja és una ciutat que s'enfonsa en el pecat i que sofreix un càstig diví (cristià). Al segle xvii, la versió «clàssica» d'aquesta història és la que fa de Dahut, probablement una antiga figura cèltica, una pecadora impúdica que ha de ser castigada. Segons Le Roux i Guyonvarc'h, «l'hagiografia ha afirmat i endolcit el tema mític celta de manera tan completa que tot el que va fer que la seva raó de ser desaparegués, i més o pitjor, el seu profund propòsit s'ha transformat radicalment»; els habitants d'Ys són castigats pel seu paganisme.

#### La destrucció de llocs de culte pagans
Segons Françoise Morvan una peculiaritat dels llocs de culte cristià a Bretanya sembla demostrar el desig d'eliminar les creences paganes. Moltes capelles i esglésies es van construir prop de les fonts, probablement per combatre les creences sobre les criatures benèfiques de les aigües. Si els arbres i les pedres que es rendien culte van ser fàcils de destruir, Paul Saintives evoca les dificultats plantejades per eliminar els cultes a les fonts i als rius (aquests últims no es podien destruir). Sembla que han desaparegut diverses fonts sagrades bretones, el que explicaria la quantitat de topònims de «font blanca» en llocs sense font.

### La matèria de Bretanya a l'Edat mitjana
Al contrari, Léon Fleuriot postula que els immigrants vinguts de la Gran Bretanya a partir del segle iv van portar amb ells tradicions orals, especialment sobre la llegenda artúrica, que van trobar a Armòrica un terreny favorable per a la seva difusió. El mite artúric probablement ja estava promogut a la Gran Bretanya per resistir als invasors saxons. Per a Philip Walter, després de la caiguda de l'Imperi Romà,
| « | ella [Bretanya] era, per dir-ho així, reclosa per les onades d'immigrants britànics que es van assentar al seu sòl ... I aquí és on potser hi ha una explicació del misteri de Brocelianda. Aquest antic país cèltic continental es reinverteix a l'Edat Mitjana per la memòria celta insular ... Des de llavors, els antics vestigis de la memòria continental celta i precèltica han estat en consonància amb la imaginació bretona artúrica. | » |

El mite artúric potser ja es va presentar com una ficció, però permet una continuïtat cultural al llarg de diversos segles entre els immigrants de la Gran Bretanya i els bretons armòricans ja instal·lats.
Sigui com sigui, la regió té un paper important en la difusió de la matèria de Bretanya a l'Edat Mitjana. En el moment de la conquesta normanda d'Anglaterra, els habitants de la Gran i la Petita Bretanya probablement compartien la mateixa llengua i els mateixos mites, resultat de vuit segles d'intercanvis i migracions. Marie de France diu que s'inspira en les tradicions orals bretones per les seves lais, especialment el lai bretó de Bisclavret (un lai mig-bretó que mostra un home llop) i la de Laüstic. Aquests motius bretons són modificats literalment per adaptar-se al públic cristià de l'època:
| «                                          | Quant de lais faire m'entremet, ne voil ublïer Bisclaveret. Bisclaveret ad nun en bretan, Garwaf l'apelent li Norman. Jadis le poeit hume oïr e sovent suleit avenir, humes plusurs garual devindrent e es boscages meisun tindrent [...] | » |
| — Marie de France , Bisclavret (segle xii) | |   |

Si alguns especialistes no veuen motius especialment celtes, per Bernard Sergent, tots els lais de Marie de France són d'origen bretó. El comparatisme intercèltic amb textos antics irlandesos i gal·lesos ofereix temes similars. La mateixa Marie de France parla dels lais de la Petita Bretanya, dona noms bretons als seus personatges i utilitza certes paraules de la llengua bretona, que suggereix l'existència d'una literatura bretona perduda i, per tant, d'una font oral llegendària tan rica com la d'Irlanda i Gal·les contemporanis, que la va inspirar.
La història de Tristany i Isolda, ben transmesa per escrit pels normands, és d'origen bretó o còrnic.
Les grans famílies de la noblesa bretona, que deien que eren descendents de Conan Meriadec, ja reclamaven la possessió de les terres artúriques en el segle xv. La novel·la Ponthus i Sidònia, l'última novel·la artúrica que presenta el bocs de Brocelianda com a context, explica una llegenda que probablement es va crear des de zero a petició de Geoffrey de la Tour Landry o la família Laval, per atribuir la fundació de Paimpont al cavaller Ponthus. La redacció d'aquesta novel·la sembla haver estat encarregada per establir la legitimitat d'aquests nobles en aquesta part de Bretanya. Reclamant com a seves les terres del bosc de Paimpont, donant suport a les seves aspiracions amb el llibre de Brecheliant de Roman de Rou, els Laval declaren la possessió de la font de Barenton en 1467 i es proclamen senyors de Brocelianda. El 1475, els Rohan afirmen ser descendents del rei Artús i posseeixen el castell del bosc de Goelforest (el Château de Joyeuse Garde, «on el rei Artús tenia la seva cort», a Landerneau. Una tradició recollida en el Perceval de Wolfram von Eschenbach situa la cort llegendària de Camelot a Nantes.

### La celtomania
La celtomania (la ideologia i literatura que situa els celtes com l'origen de la civilització europea) es desenvolupa bastant tard a Bretanya. El seu origen és la traducció dels poemes «bardics» d'Ossian en 1762 del gal·lès. El seu desenvolupament sembla afavorit després de la Revolució Francesa, en reacció al canvi d'estatut de la província bretona. En 1799, Jacques Cambry va testificar el seu interès per la «religió druida». La celtomania es manifesta com un sincretisme entre mites, llegendes i història, donant una gran importància als celtes, tendint a veure restes celtes a tot arreu. Els celtes no han deixat cap escriptura directa, és encara més difícil obtenir proves en aquesta àrea.
Algunes «llegendes bretones», especialment al segle xix, són probablement invents dels erudits celtòmans. Un d'aquests invents és el que emplaça la Vall sense retorn, ja que la ubicació física d'aquest lloc llegendari s'ha mogut fins a prop de Tréhorenteuc, després del desenvolupament industrial de les forges de Paimpont, on la nova vall queda situada en un espai salvatge, verge i pintoresc. Hi ha dubtes sobre l'assimilació del bosc de Paimpont al llegendari bosc de Brocelianda, perquè es basa en elements no fiables, incloent l'hàbit dels feligresos de Concoret de demanar la pluja durant les processons, en relació amb la font de Barenton de les històries artúriques. Els celtòmans de principis del segle xix van convertir un dolmen en ruïnes en la «tomba del druida Merlí», mentre que la investigació posterior el data del Neolític. Françoise Morvan atribueix aquests canvis celtòmans a la defensa del nacionalisme bretó, citant en particular a Arthur Borderie: «Les velles cançons populars de la nostra província han mantingut la tradició de les circumstàncies especials que van fer que finalment esclatessin en aquest moviment memorable, i van donar el primer impuls a aquesta gran i justa guerra de la independència bretona».
Però els celtòmans tenen el mèrit d'haver obert camí a una investigació més seriosa. Alguns autors més recents que poden ser qualificats de «celtomaníacs», en la mesura que els investigadors acadèmics no troben proves per recolzar les seves afirmacions. Alexis Leonard cita a Jean Markale, Yann Brékilien i membres de la Gorsedd de Bretanya (incloent Gwenc'hlan Le Scouëzec) com a celtomaniacs. També cita a Paul-Yves Sébillot, per a qui les druïdesses de l'antiguitat s'han convertit en les fades bretones.

### Les recopilacions
Al segle xviii, les supersticions i ritus dels bretons es mencionen amb poca freqüència en les narratives i cròniques dels viatgers, sense coherència.
El pare Grégoire de Rostrenen cita en el seu diccionari publicat el 1732 traduccions en bretó de les paraules «lutin», «esperit follet» i «nan», distingint tres tipus de criatures.
El 1749, Jacques Cambry informa de la presència de genis anomenats «Teuss» prop de Morlaix i «folets» que realitzen el treball de la casa. Es va convertir en un dels pioners de la recopilació d'elements referents a les llegendes de Bretanya. El 1794 (després de la Revolució Francesa), carregat de suficient informació com per inventariar l'herència de Finistère, cita la creença del Teus o Buguel-nos i dansaires a Douarnenez. No utilitza la paraula «goblin», però els cita com «genis» o «esperits».
Alguns estudiosos de la noblesa prenen el costum d'escriure les històries populars i intercanviar-les entre els anys 1810 i 1820. De 1823 fins a 1831, la revista Le Lycée Armoricain (El liceu armoricà) conté històries fantàstiques recollides pels notables bretons. A la dècada del 1830, la identitat bretona va veure un ressorgiment sota l'acció dels escriptors bretons establerts a París, que es basen en la matèria de Bretanya. El seu èxit correspon a una expectativa del temps, favorable als moviments nacionalistes. Contribueixen a forjar la imatge estereotipada de la «pintoresca» Bretanya.
Després dels canvis dels celtomaníacs i la controvèrsia sobre l'autenticitat de les cançons del Barzaz Breiz, els recopiladors de les tradicions populars bretones es comprometen a transcriure amb més fidelitat les històries dels narradors. François-Marie Luzel i el seu alumne Anatole Le Braz li donen una gran importància. Des de la seva creació el 1900 sota la presidència de Charles Brun, la Federació Regionalista Francesa té entre les seves funcions la de salvar folklores locals. La Unió Regionalista Bretona (URB), presidida per Anatole Le Braz, té aquesta missió des de la seva creació. Yves Berthou, membre de la URB, testifica el seu amor per aquesta llunyana religiositat, que ha sigut anomenada amb una paraula tan desagradable com «superstició». Igual que Le Braz, va ser un dels membres fundadors del Gorsedd de Bretanya, del qual es va convertir en el Gran Druida entre 1903 i 1933 sota el nom de Kaledvoulc'h. El pare François Cadic (1864-1929), nascut a Noyal-Pontivy, és menys conegut que els seus predecessors, però va recopilar centenars de contes i llegendes. Amb J. M. Cadic, Loeiz Herrieu i Yves Le Diberder, són una part dels grans recopiladors del Bro Gwened. Henri Guillerm tracta del sud de Cornualles, Lucien Decombe i Adolphe Agora completen l'obra magistral de Sébillot per a l'Alta Bretanya. El 1912, Yves Le Diberder va fundar la revista Brittia, per publicar en particular investigacions sobre el folklore bretó. El paper dels recopiladors de Bretanya és fonamental en el coneixement de les tradicions:
| «                                                                       | Molts eren investigadors, pacients i atents a l'ànima bretona, que van escriure quaderns complets de coneixement popular: La Villemarqué, Souvestre, Sébillot, Luzel, Braz, entre altres ... Es podia trobar als pobles una profusió de «coneixement» que es propagava de boca a orella, coneixement vingut de l'època celta, on la trama segueix intacta malgrat les interpretacions i desviacions fetes per la religió cristiana... | » |
| — Claude Seignolle , Prefaci de La légende de la mort d'Anatole Le Braz | |   |

La metamorfosi és un tema comú en contes (i llegendes) preservats que ajuden a educar nens petits. Els grans recopiladors bretons i l'interès per les tradicions populars desapareixen després de la Primera Guerra Mundial, una època marcada pel «complex de Bécassine».

#### Émile Souvestre
Émile Souvestre (1806-1854), precursor en matèria de recopilació, va publicar una sèrie d'articles sobre les tradicions orals de la Baixa Bretanya el 1833, a la Revue des deux Mondes. Probablement va ser qui va donar a La Villemarqué la idea de reunir les cançons del Barzaz Breiz, a més d'introduir les tradicions orals bretones a un públic ampli. La publicació de les seves «poesies populars de la Baixa Bretanya» el 1834, després de Les Derniers Bretons (1836), seguida el 1844 per Le Foyer Breton (la seva primera col·lecció en prosa narrativa), és molt comentada pels intel·lectuals del seu temps. Souvestre organitza les històries «massa rústiques» per adaptar-les al públic. Theodore Hersart de La Villemarque fa el mateix. El relat més famós de la col·lecció Le Foyer Breton, «Les Korils de Plaudren», dona detalls de l'hàbit de la gent menuda de reunir-se per ballar i cantar una cançó truncada dels últims dies de la setmana.

#### Théodore Hersart de La Villemarqué
La Villemarqué (1818-1895) és principalment conegut a través de la seva obra monumental, el Barzaz Breiz, una recopilació de cançons bretones. Actualment encara continua la controvèrsia sobre la fiabilitat de les seves col·leccions; sembla que va arranjar els continguts. La seva intenció de promoure les llegendes de Bretanya és molt clara, i escriu «el rei Artús no està mort» en la introducció del Barzaz Breiz. Aquesta recopilació conté fragments de la mitologia bretona que permet inserir la regió al seu passat celta i revela l'existència d'una mitologia comuna amb l'illa de Gran Bretanya. Ofereix una visió precristiana de la regió, arrelada simbòlicament a la natura.
La difusió de l'obra de La Villemarqué coincideix amb l'inici de la recopilació de les «tradicions cèltiques» a Bretanya; el Barzaz Breiz i ell mateix contribueixen significativament a forjar la imatge d'una «Bretanya cèltica». El 1845, La Villemarqué va publicar una nova edició enriquida amb «balades històriques» que es remunten al final de l'Antiguitat, incloent-ne una sobre la vila d'Ys. També contribueix al desenvolupament de l'interceltisme, destacant les característiques comunes entre les creences bretones i les d'Irlanda i Gal·les, com per exemple els korrigans i els seus equivalents irlandès o gal·lès. La 8a edició té moltes tradicions relacionades amb nans, fades o Merlí.

#### François-Marie Luzel
François-Marie Luzel (1821-1895) recopila principalment a la Baixa Bretanya. Aquest fill de camperols, bretòfon de naixement, reuneix al principi les cançons que va heretar del seu oncle Maurice Duhamel, el 1843. També recopila cançons i obres sobre el teatre bretó. Ell és més conegut pel seu paper en la controvèrsia del Barzaz Breiz. Publica De l'authenticité des textes du Barzaz Breiz (De l'autenticitat dels textos del Barzaz Breiz) en 1872, posant en dubte les recopilacions de La Villemarqué sobre la base de la comparació amb la seva pròpia recopilació de cançons a la Baixa Bretanya. Segons Françoise Morvan, «és a partir de llavors què és considerat republicà i desterrat».
El seu treball de recopilació de rondalles va començar al Nadal de 1868, quan va rebre el permís per dur a terme un treball sobre mitologia comparada dels pobles celtes. La primera edició dels seus contes bretons, molt respectuosa amb les versions populars, apareix el 1870. Per a Paul Delarue, aquest llibre obre l'edat d'or de les narracions a França. En 1881, Luzel es va unir a l'editorial Maisonneuve, fundada per Sébillot. Quan Luzel va morir, Anatole Le Braz va obtenir milers de notes escrites a mà del treball de la seva recopilació i les va dipositar en una biblioteca 25 anys més tard.

#### Paul Sébillot
Paul Sébillot (1843-1918), nascut a Matignon, descobreix la seva vocació de recopilador en 1860, llegint Le Foyer breton de Souvestre. Redescobreix els contes escoltats durant la seva infantesa, quan la donzella de la seva família, Vicente, es va ocupar d'ell. A l'època, encara no s'havia fet cap recopilació a l'Alta Bretanya, que estava considerada desproveïda d'una cultura bretona específica. Després d'estudiar pintura, Sébillot coneix a Luzel com a part del seu activisme republicà. Luzel li transmet el rigor en les recopilacions, que consisteix a observar escrupolosament el lloc, la data i el nom del narrador. Va fer les seves primeres recopilacions a partir de 1878, i a continuació, el 1880, va decidir fer-ne la seva vocació.
El 1886, durant un sopar d'investigadors, va crear la Societat de les tradicions populars i la revista del mateix nom. Aquesta revista es va convertir en un mitjà de publicació important per als estudis sobre folklore, així com l'editorial que ell va crear, Maisonneuve.
A més de les seves nombroses recopilacions a l'Alta Bretanya a finals del segle xix, recollint centenars d'històries, Sébillot va fer l'inventari de les tradicions populars francòfones. Traditions et superstitions en Haute-Bretagne (Tradicions i supersticions a l'Alta Bretanya) van aparèixer el 1882, seguit de tres col·leccions de contes populars de l'Alta Bretanya, entre 1880 i 1883. Les informacions de les recol·leccions és rigorosament observada i aquestes històries respecten el llenguatge oral. En els seus prefacis, Sébillot manifesta la seva voluntat de demostrar que la literatura oral de l'Alta Bretanya és tan rica i interessant com la de la Baixa Bretanya.

#### Anatole Le Braz
Anatole Le Braz (1859-1926) era fill d'un mestre republicà, deixeble d'Ernest Renan i Luzel, amic de molts intel·lectuals del seu temps. Va militar des de molt jove per a la llengua bretona, i també va ser un fervent feminista i cofundador del moviment bretó, el 1898. Charles Le Goffic el va introduir a la matèria de Bretanya cap a 1883, mentre que vivia a París. Les Vieilles histoires du pays breton (Antigues històries del país bretó) apareixen el 1892. No obstant això, realitza la seva obra mestra als 34 anys, La légende de la mort chez les Bretons armoricains (La llegenda de la mort entre els Bretons armoricans), publicada el 1893, on revela moltes històries entorn del personatge de l'Ankú a la Baixa Bretanya. La quarta i última edició, enriquida per moltes altres recopilacions, apareix el 1922. Les altres recopilacions temàtiques de Le Braz es recullen, en particular, a Le Chant de la Sirène (El cant de la sirena).

### El sincretisme delseglexx
A partir de finals del segle xix, comença a escassejar la creença en les criatures i personatges de les llegendes bretones. Quan Sébillot comença les seves recopilacions durant la dècada del 1880, la majoria de les persones li expliquen les històries que van heretar dels seus pares o avis, que se les creien, però que ells mateixos afirmen que no creien en les fades. Molts llocs relacionats amb fades i lutins, com ara estanys i coves, van desaparèixer a causa de projectes immobiliaris o del desenvolupament del terreny. A la dècada del 1930, Charles Li Goffic va iniciar una controvèrsia amb la publicació (pòstuma) del seu treball d'investigació Brocéliande, en el qual diu que «Paimpont no és Brocelianda, Paimpont és una realitat i Brocelianda és un mite». Es basa en l'absència d'aquest lloc en la memòria popular dels habitants del bosc de Paimpont, en la «invenció» de la tomba de Merlí, i en el qüestionament de l'etimologia que uneix Brecilien del segle xv amb Brocelianda. La llegenda artúrica és objecte d'un conflicte ideològic; els membres del Partit Nacional Bretó (i Yves Le Diberder en particular) s'oposen a aquestes conclusions.
No obstant això, el segle xx veu també el descobriment del potencial comercial de les llegendes bretones, que provoca un sincretisme i la pèrdua de la seva riquesa original. Les criatures del folklore bretó, que una vegada van tenir particularitats segons cada poble, es barregen. És el moment en què es comença a destacar el llegendari aspecte de Bretanya. Durant la Segona Guerra Mundial, el pare Gillard va decorar l'església de Sainte-Onenne de Tréhorenteuc amb elements que recordaven la llegenda artúrica. A poc a poc, les còpies escrites dels mites, llegendes i contes de Bretanya s'inclouen al màrqueting turístic. Algunes històries que han desaparegut de les versions històriques són «reconstituïdes» per les necessitats de la identitat bretona, especialment aquella de la ciutat d'Ys, que Guyonvarc'h i Le Roux la qualifiquen de «catàstrofe llegendària». Aquest fenomen augmenta després de 1968 amb la fixació de l'estereotip bretó en la natura, la tradició i el folklore. A la dècada del 1970, Jean Markale va publicar molts llibres sobre el llegendari bretó i celta, traduïts a diversos idiomes, incloent L'épopée celtique en Bretagne (L'èpica celta a Bretanya). Això provoca fortes crítiques acadèmiques, en particular de Christian-Joseph Guyonvarc'h, que lamenta la favorable acollida rebuda per aquests treballs a la premsa general i acusa el seu autor de ser totalment incompetent, fins i tot de burlar-se dels seus propis lectors. Jean Markale i el seu editor també són acusats de plagi el 1989, amb la publicació de la Guide de la Bretagne mystérieuse (Guia de Bretanya misteriosa) que és molt semblant a un llibre de Gwenc'hlan Le Scouezec amb el mateix títol. Tanmateix, ha popularitzat la mitologia bretona, fent-la accessible a un públic nombrós.
Des de finals del segle xx, la Bretanya es coneix sovint amb el nom de «terra de llegendes», especialment en publicacions turístiques. Aquesta imatge és més el resultat dels nombrosos treballs de recopilació i de zel dels editors per defensar la seva identitat cultural, que per l'evidència d'una major «concentració» de mites i llegendes a Bretanya que en altres llocs. Les recopilacions realitzades a partir de finals del segle xx poques vegades són fiables, sobretot per la influència de publicacions posteriors. El fons llegendari bretó ha estat objecte de nombrosos estudis realitzats per experts (com Christian Joseph Guyonvarc'h i Françoise Morvan), i de reedicions (a través de les editorials Éditions Terre de Brume, Presses universitaires de Rennes, i Éditions Ouest-France, en particular). Paral·lelament, des de finals del segle xx, s'observa certa infatuació per a la religió i els rituals neopagans, inspirada en els mites celtes. El cinquè Gran Druida de la Gorsedd de Bretanya, Gwenc'hlan Li Scouezec, admet les dificultats de la reconstrucció de la religió practicada pels antics druides celtes per l'absència de documents escrits:
| « | Al principi, els neodruides no sabien exactament el que volien. Jo, vaig decidir a favor del costat pagà. La tendència del druidisme és el panteisme, la tradició celta és intemporal. | » |

El terme «llegendes celtes» s'utilitza sovint per a totes les històries per designar el corpus bretó, testificant un cert retorn de la celtomania o almenys d'una moda de «celtitud».

## Elements mítics, llegendaris i populars
La majoria dels personatges i criatures de les «llegendes bretones» provenen del folklore, i no d'una mitologia pròpiament dita. La Villemarqué informa de la gran quantitat de fades i nans presents en la poesia popular bretona. Algunes creences són comunes a altres folklores, entre altres l'esperit familiar (anomenat arc'houere en bretó), la fada, la sirena, el goblin i el gegant.

### La vila d'Ys
La llegenda de la vila d'Ys (en bretó Kêr-Is, «la vila baixa») és la més coneguda a Bretanya i a tota França. Aquesta història, probablement del tema de la dona de l'Altre Món en la mitologia celta, ha sofert moltes transformacions, tant per la seva cristianització com per addicions de narradors i alteracions literàries.
La versió més completa (i una de les més explicades) és la d'Albert el Gran (segle xvii), molt hagiogràfica i molt allunyada dels temes de la mitologia celta; Dahut és una pecadora impia que simbolitza el mal, responsable per les seves males accions (especialment per convidar al Diable a unir-se amb ella al llit) de l'enfonsament sota les aigües de la vila de Ys. El seu pare, Gradlon, intenta salvar-la d'ofegar-se, però l'home de Déu que l'acompanya (Sant Guénolé o Sant Corentin, segons les versions) copeja a Dahut amb el seu bastó (o li demana a Gradlon que la deixi), fent que caigui a les aigües. En aquestes versions hagiogràfiques, el sant és tractat com el personatge principal de la llegenda. Dahut, l'únic personatge veritablement «cèltic» i original d'aquesta història, gairebé no es menciona.
Anatole Le Braz recull elements que vinculen Dahut a la mitologia celta; la tradició popular bretona de finals del segle xix la converteix en una sirena excel·lent i formidable o en una morgan que mata els mariners que troba, per tant una criatura de l'Altre Món. El rei Gradlon també sembla haver estat una part del llegendari bretó, especialment com el fill de Conan Mériadec. La tradició situa la seva tomba a l'abadia de Landévennec.
Posteriorment, les versions literàries i teatrals modifiquen una mica més aquesta llegenda. Segons Françoise Le Roux i Christian-Joseph Guyonvarc'h, el personatge de Malgven, «la reina del nord» i mare de Dahut, així com el cavall Morvarc'h són només invents literaris de Charles Guyot, a principis del segle xx. No obstant això, aquesta versió de la llegenda de la vila de Ys que involucra a Malgven i Morvarc'h s'explica com la «versió canònica» des de mitjans del segle xx, especialment per Jean Markale.

### La llegenda artúrica
La llegenda artúrica a Bretanya està associada al bosc de Paimpont-Brocelianda, encara que aquesta última associació continua sent discutida, i els documents també localitzen episodis artúrics en altres llocs.
La parella formada per Merlí i la Dama del Llac (també coneguda com fada Viviane, Niniane o Nimue) podria estar inspirada en la parella Dagda i Bòann de la mitologia celta. La Dama del Llac hauria empresonat a Merlí en algun lloc del famós bosc. Segons la llegenda, Merlí la va trobar per primera vegada a prop de la font de Barenton, a Brocelianda. El riu Ninian, que passa entre Josselin i Ploërmel, potser li deu el seu nom. Un conte popular de Bain-de-Bretagne i una tradició local del Château de Comper també citen a la Dama del Llac.
Pel que fa a la fada Morgana (o Morgan le Fay), està especialment relacionada amb la Vall sense retorn i seria a l'origen de la «roca dels falsos amants».
Segons la tradició, el rei Artús està representat al portal de l'església de Perros-Guirec, però no hi ha proves per confirmar-ho. Una història completa el situa en la Vita de Saint Efflam; segons Le Braz, un drac amb cap humà va destrossar els voltants de Plestin-els-Grèves. El rei Artús intenta matar-lo diverses vegades, però no ho aconsegueix. És el sant qui aconsegueix domar aquest drac tocant un biniou. També s'atribueix al rei Artús la matança d'un drac al Mont-Saint-Michel. Kaledvoulc'h situa la tomba del rei Artús a l'île d'Aval (per semblança amb Avalon).
El famós mag Merlí ja apareix en documents antics escrits a Bretanya, incloent el cartulari de Redon, un topònim d'Augan del segle ix, i dos textos profètics del segle xii i xiii. En el Dialog etre Arzur Roe d'an Bretounet ha Guinglaff, escrit en mig bretó, Merlí apareix com un arquetip de salvatge amb el nom de «Guinglaff». El bard llegendari Gwenc'hlañ també podria haver ocupat el lloc de Merlí. La Villemarqué publica la cançó Merlin-barde, considerada durant molts anys com una falsificació, però que sembla venir d'un cicle medieval. Al segle xix encara és possible recopilar diverses cançons i contes de Merlí. Hervé Le Bihan enumera set contes i històries datats d'aquesta època, que sense constituir textos relacionats directament amb la matèria artúrica medieval, són supervivents. El mag apareix amb els noms de «Murlu», «Merlu», «le Satyre», «Aerlin» o «Merlik», i posseeix el poder de l'endevinació. Luzel recopila una tradició que Merlin va acabar la seva vida al cim del Menez Bré. Dues tradicions més recents situen la tomba de Merlí a Bretanya; una d'elles és que està empresonat en un roure buit de Brocelianda, una altra diu que la tomba que porta el seu nom es troba al bosc de Paimpont.
La punta de Penmarc'h s'associa amb la llegenda medieval de Tristany i Isolda: aquí és on el rei Marc de Cornualla hauria donat la benvinguda a la seva núvia, Isolda d'Irlanda.

### El rei Marc de Cornualla
El rei Marc de Cornualla (en bretó, Marc'h) està present en els textos medievals de la matèria de Bretanya (el Tristany de Béroul), en la mitologia còrnica i en les tradicions orals bretones més recents. A la Cornualla bretona, influeix clarament en la toponímia local. És el rei d'Armòrica i de Cornualla, l'originalitat del qual és tenir orelles de cavall, d'aquí el seu nom (marc'h significa «cavall» en llengua bretona).
En el relat recollit per Yann Ar Floc'h el 1905, que representa la tradició oral més llarga al voltant del personatge, el rei Marc mata al seu cavall per accident quan volia caçar un cérvol blanc. La seva fletxa gira, matant a Morvarc'h, el seu cavall. En represàlia, Dahut posa les orelles i crin de Morvarc'h al cap de Marc. El rei intenta amagar aquesta deformitat. Ell usa barbers perquè li afaitin la seva abundant crin i després els mata, fins que ja només li queda un. A la versió de Béroul, l'astròleg nan del rei revela el secret. En la versió de Yann ar Floc'h, el barber excava un forat al terra per amagar el secret, on més tard creix la canya que es va utilitzar per a fabricar el primer biniou. Marc va fugir, avergonyit i es va amagar entre les roques.
Segons Gaël Milin, les orelles equines que són afegides al rei no són una marca de vergonya (com s'ha suposat en comparació amb el mite del rei Mides), sinó una demostració de la seva legitimitat sobirana. El simbolisme del cavall com a animal reial és, de fet, compartit per tots els països celtes.

### L'Ankú i altres personificacions de la mort
L'Ankú és una figura important en les creences bretones, revelant l'obsessió que la mort sempre ha suscitat entre els bretons. Probablement és un dels personatges més antics d'aquest llegendari, ja que, segons Leon Fleuriot, el seu nom ja apareix en glosses en llatí al segle ix. Pot estar relacionat amb la mitologia celta gràcies a les mencions sobre la seva arma, que no era originalment una dalla sinó un martell o un mall. Aquesta característica el fa apropar-se al deus celtes Sucellos i a Dagda, tots dos armats amb una maça, segons Claude Sterckx.
L'Ankú és objecte de moltes escultures a la Baixa Bretanya, la més famosa de les quals és la que es troba a l'església parroquial de Ploumilliau. Generalment es representa en forma d'esquelet, associant així el seu vincle amb la mort. Encara que personifica la mort, només és el treballador o el servidor. Al segle xix, tendeix a semblar-se a l'ésser humà; Anatole Le Braz cita nombroses descripcions en què aquest gran personatge prim té llargs cabells blancs, i porta un barret gran i un abric negre.
Segons la creença popular, el primer o l'últim mort de l'any en una parròquia es converteix en l'Ankú de la mateixa parròquia durant un any. L'església va intentar recuperar aquesta creença, com moltes altres. L'Ankú és també el tema de les obres de teatre. Es desplaça amb un carro (o més rarament amb un carretó) sense peces de metall, tirat d'un a tres cavalls. També es manifesta amb sorolls, el més conegut és l'inquietant soroll esgarrifós del seu carro. Se li acredita el poder de passar pels panys de les portes per a tallar amb la seva dalla les ànimes dels morts.
Encara que l'Ankú és específic de la Baixa Bretanya, existeixen creences similars al voltant dels carros de mort a l'Alta Bretanya, tal com ho demostren molts topònims. Actualment, la creença en l'Ankú ha perdut els seus aspectes aterridors, però continua sent molt viu. Segons Le Braz, les ànimes dels morts, anaon en bretó, se suposa que es reuneixen a la badia dels Trépassés. Segons les creences a Belle-Isle-en-Terre, qui morirà durant l'any veurà un cavaller vermell muntat sobre un palefrè del mateix color que llança flames pel musell, que descendeix d'un bloc de granit abans d'embarcar-se al riu Léguer. Se suposa que el Yeun Elez alberga una de les portes de l'infern i es pot veure passejant a les bugaderes nocturnes, a l'Ankú i altres criatures terrorífiques.

### Les fades de l'altre món
Segons Philippe Le Stum, les fades són molt nombroses, particularment a l'Alta Bretanya, a Côtes-d'Armor, al llarg de la costa d'Ille-et-Vilaine, i a la Bretanya continental. Segons Françoise Morvan, els motius d'aquesta creença en les fades a Bretanya no estan clarament establerts, però podrien ser relíquies d'una societat matriarcal o una expressió de terror davant la feminitat.

#### Característiques de les fades bretones
Mentre que alguns testimonis evoquen fades lletges i petites, o disfressades d'anciana, la majoria insisteix en la seva gran bellesa, descrivint visions de fades ocupades amb la seva bugada, estenent la seva roba al Sol per assecar-la, o fent girar les seves filoses (com les històries similars recollides a Forez i al Delfinat). Sovint, el lli, la llana o el fil de les fades són d'una blancor brillant; una expressió bretona diu «blanc com el llenç de les fades». Aquestes criatures tenen tresors fabulosos i ajuden als humans de moltes maneres (com les fades de les houles).
La creença popular les dona moltes facultats de curació, especialment la de la font encantada del Cap Fréhel. A l'Alta Cornualla, refregar-se amb una falguera que creix sobre un rierol freqüentat per les fades pot curar les malalties de la pell. A Saint-Pôtan i a l'estany de les Forges, una font de l'eterna joventut és freqüentada per una fada-anguila que sol cantar una melodiosa cançó. El respecte a les fonts, que mai s'han d'embrutar, és peculiar a Bretanya.
De la mateixa manera, durant molt de temps, els camperols bretons han evitat esborrar o danyar els llocs suposadament habitats per les fades: camins de fades, anells de fades, i terrenys on creix una planta relacionada amb les fades com l'arç blanc. Es coneix que aquests llocs perjudiquen els cultius. Les fades bretones poden casar-se amb els humans o fins i tot batejar-se, però la cerimònia (així com la sal) les fan mortals, així com tota la seva descendència. No obstant això, moltes històries evoquen la manca de fidelitat dels homes que aconsegueixen casar-se. En aquest cas, la fada es venja.
Els rols atribuïts a les fades es tornen més foscos amb el pas del temps. Les fades de les aigües, originalment beneficioses, es fusionen amb les bugaderes nocturnes i les ambivalents dames blanques. Així, una versió de la llegenda dels Set Sants atribueix a una fada capaç de convertir-se en un cérvol blanc el fet d'haver salvat i nodrit els set nens amb la seva llet. A aquesta fada també se li acredita un hàbit propi de les bugaderes nocturnes, el de lliurar una peça de roba als transeünts que es creuaven amb ella i torçar els braços d'aquells que l'agafaven per enviar-los al fons de l'aigua.
Les històries sobre donzelles o dames blanques són sovint imprecises i inexactes, testimoni de la progressiva demonització d'aquestes criatures.

#### Tipus de fades bretones
La Villemarqué equiparava les fades i els lutins, ja que descriu els korrigans com els fills de les fades i les «korriganes» com les fades de la Baixa Bretanya. No obstant això, la paraula bretona per fada, «groac'h», designa una criatura malvada, una fada subterrània o submarina devoradora d'homes, de vegades relacionada amb les sirenes, sovint velles i amb dents llargues. La groac'h és el tipus de fada esmentat més freqüentment a Bretanya, especialment a les îles de Glénan.
Diverses fades rústiques de Côtes d'Armor, a l'Alta Bretanya, es coneixen amb el nom de Margot, deformació o d'origen comú amb el nom de Morgana. Paul Sébillot les descriu com fonamentalment beneficioses, sempre disposades a prestar serveis a la llar o a compartir els seus remeis. Els terrenys del castell de la Hunaudaye serien el territori d'una d'elles.
L'Ahès, una fada o geganta constructora dels camins bretons que porten el seu nom, de vegades es confon amb Dahut, la filla del rei Gradlon.
La Ch'wilostenn gozh, una fada subterrània de Bro Dreger, només pot deixar la seva casa secreta al migdia o a la mitjanit.
Els contes també mencionen algunes dones cigne.
Menys coneguda a Bretanya, la fada Mélusine hauria freqüentat el castell de Fougères a través d'un subterrani que el connectava amb el de Lusignan.
La creença en les sirenes és forta a finals del segle xviii: segons Jacques Cambry: «Són pocs els mariners en aquesta costa que no hagin escoltat el xiulet, el crit de la sirena». A diferència d'altres països, les sirenes bretones tenen una bona reputació. Despreocupades i poderoses però fràgils, són benèvoles vers als humans, sempre que no les perjudiquin. Les morgans (o Marie Morgane) formen un altre grup de fades aquàtiques, relacionades amb les sirenes, i són molt conegudes a l'illa d'Ouessant.
Paul Sébillot va recopilar a partir de l'any 1866 unes cinquanta històries sobre les fades de les costes nord de l'Alta Bretanya, conegudes com les Fades de les houles, perquè viuen en houles (coves a la vora del mar), en grup amb homes anomenats féetauds (faitos o faitads), i diminuts lutins guerrers anomenats els Fions. Les seves ocupacions els fan molt diferents dels humans. Aquestes fades ajuden als humans i es vengen si se les falta el respecte. Metamòrfiques i clarividents, les fades de les Houles passen fàcilment de terra al mar. Pel contrari, les fades totalment marítimes són solitàries.
Els «homes de mar» s'esmenten en particular a Bro Gwened i poden prendre prestat alguns trets dels korrigans, però els contes de fades masculins són escassos. Aquestes criatures, descrites com a germans o marits de les fades, semblen menys poderoses.
Les Dimezell-noz (donzelles nocturnes), relacionades amb les fades, mostren la seva riquesa sobre draps blancs. Probablement són la unió entre les fades beneficioses i les dames blanques.
Les bugaderes nocturnes (també conegudes com a Kannerez-noz i Gwalc'herez-noz) es veuen com fantasmes condemnades a rentar la mateixa roba sense parar. Semblen substituir les fades beneficioses de moltes regions de Bretanya, sota l'efecte de la demonització. En certes històries de les bugaderes, és Déu qui imposa aquesta penitència sobre elles. El primer esment conegut de les bugaderes es remunta a Jacques Cambry (1798): «Les bugaderes o bugaderes nocturnes que us conviden a torçar els llençols, que us trenquen el braç si l'ajudeu amb mala gràcia, qui us ofega si us negueu, que us porten a la caritat; etc.»

### La gent menuda i els lutins
Les criatures de la gent menuda (Re Vihan en bretó), són molt nombroses a Bretanya. La zona està literalment «infestada» amb goblins. Milers de testimonis estan relacionats amb aquestes petites criatures, generalment distingides pel seu hàbitat, amb variants lingüístiques depenent de la regió.

#### Característiques de la gent menuda bretona
| «                                                                           | Un taquin, coquin, mutin, mâtin, Mourioche és un autèntic bromista, que gaudeix fer-te embogir. Per aquí i per allà, ell vola, apareix, desapareix, fa tot el que li passa pel cap i fa mil i un enganys, de vegades divertits, de vegades desagradables, és segons. | » |
| — Mourioche descrit per Pierre Dubois en La Grande Encyclopédie des lutins. | |   |

Els lutins bretons són «relativament simpàtics» segons Paul Sébillot. Participen eficaçment en totes les tasques de neteja i domèstiques, calma els nens, preparen menjars i cuiden als cavalls a canvi de «respecte». Enganyen amb facilitat a aquells que els falten el respecte, castigant l'avarícia i l'orgull. Anatole Le Braz reuneix testimonis a finals del segle xix i principis del següent, una època en què cada casa bretona «té el seu lutin». Se'ls donen sobrenoms respectuosos com nantrou (senyor) o Moestre Yan (Mestre Joan). Segons Sébillot, alguns lutins bretons van ser admesos a les esglésies de la Baixa Bretanya.
Collin de Plancy recull testimoniatges sobre la desaparició dels boléguéans (o poulpiquets, lutins familiars) del túmul de Saint-Nolff, on antigament eren milers:
| «                                                                                           | Aquesta deserció dels boléguéans és una desgràcia per a la comuna. Durant el temps què van viure aquí, quan parlàvem (perquè parlen l'idioma de les persones on viuen), quan ens aconsellaven, érem feliços i tot prosperava. Quan perdíem alguna cosa, un ganivet, una moneda, un botó, només calia dir: Boléguéan, he perdut aquest objecte; i l'endemà, a l'alba, estàvem segurs de trobar l'objecte al llindar de la nostra porta. Si perdíem un bou per a arrossegar la nostre aixada, els boléguéans, sempre bons i compromesos, estaven feliços de prestar-nos un; només era necessari demanar detalladament les parts principals de l'animal; si ens oblidàvem el cap, els peus o la cua, ens el prestava sense cap, sense peus, o sense cua. [...] | » |
| — Jacques Collin de Plancy , Légende des esprits et des démons qui circulent autour de nous | |   |

No obstant això, aquestes criatures molt inconstants podien mostrar «maldats» a través de les seves entremaliadures, enganyant a la gent, fer ballar o tocar un instrument fins a l'esgotament, perdre el bestiar, i fer enfadar (o fins i tot violar) a les noies. També canvien els fills dels humans.
Malgrat que la majoria dels lutins estan relacionats amb les pedres i a la terra, alguns són aquàtics, com els korandons de Bilfot, que passegen pels penya-segats i no parlen amb ningú. De la mateixa manera, els fions, els jetins i els fois són els lutins de les costes i de l'île de Batz, associats, en particular, amb les fades de les houles. Vivien en coves i entre les roques. D'altra banda, el Tud-Gommon, lutins marins vestits amb goémon, causen l'enfonsament dels vaixells al voltant de Tréguier.
Els Tréo-Fall o Danserien(n)-noz (dansaires nocturns) de l'île d'Ouessant conviden els transeünts a ballar al penya-segat amb ells, a canvi de tresors fabulosos. L'única forma de sobreviure a la invitació és plantar un ganivet al terra i tocar-lo després de cada ronda de ball.

#### Tipus de criatures de la gent menuda bretona
La gent menuda pot ser designades per un nombre molt gran de noms (en bretó o gal·ló). Pierre Dubois i Paul Sébillot atribueixen als korikaned els boscos, als korils, courils, corrics, kriores, kéréores i kannerez-noz les landes, als poulpiquets les valls, als teuz els prats, als boléguéans els túmuls, als hoseguéannets els cercles de pedra, i als boudics (variant de boudig o «petit ésser»), boudiguets i bouffon-noz les granges.
La Bretanya també coneix als fadets i farfadets (com el Maneger-noz, el «guant de la nit» que enreda les crin dels cavalls), duz, korrigs (Cornouaille, sud-oest de Léon, îles Molènes i Ouessant), komaudons, fomiquets, chorriquets, dornegans, hozigans o nozigans (Bro-Gwened), garlandons (Trégor), korandon, kornandons, korlandons (Baixa Bretanya), kornigans (costa sud), i kourrikans (país de Guérande; «kourrikan» és la pronunciació en bretó de Guérande de «korrigan»). Els korrion de Carnac haurien erigit els seus famosos megàlits. El nom «follet» (i la seva variant folliard) s'utilitza a l'Alta Bretanya, mentre que el follig de Bréhat hauria desaparegut d'aquesta illa amb l'últim dels cavalls. Els viltansou de Bas-Léon formen una família de lutins exhibicionistes, que enganyen a les mestresses de casa.
Amb el temps i sota l'efecte del sincretisme, aquestes criatures diferents són anomenades totes elles amb l'únic nom de «korrigan». El nom korrigan ha sigut molt poc utilitzat històricament en llengua bretona, només a Bro-Gwened.
Existeixen atestacions de goblins (gobilins, en bretó) a Grand-Champ i a Bro-Sant-Brieg, mentre que el nan menor (anomenat «petit miner»), que avisa als homes dels perills de les mines, està atestat a Pont-Péan i Huelgoat. Un manlleu francès, lutun (lutin), també s'utilitza a tot arreu a Bretanya. Paul Sébillot reuneix en 1882 històries sobre el goblin bromista Mourioche.

### Gegants
Les creences bretones també esmenten als gegants, però molt més rarament que les fades i els lutins. Les novel·les medievals esmenten els gegants de Mont-Saint-Michel i Guérande, on Guédon oprimia els habitants d'acord amb la novel·la Roman de Mélusine. Gavr, Gawr, Gevr o Gevrel és el nom d'un gegant que ha originat diferents topònims de Plonévez-du-Faou i Huelgoat. Romp i Ronfl s'associen amb monuments megalítics.
Els gegants de les creences bretones són generalment formidables, dominen la màgia fins al punt de poder allunyar la seva ànima del cos, el que els fa gairebé invulnerables. Amants de la carn humana i lladres de bestiar, segresten les dones i metamorfosen els seus enemics, la qual cosa explica la relativa crueltat dels homes que aconsegueixen derrotar a un gegant.
Hok-Bras, molt més amigable, pertany a una tradició de la Baixa Bretanya recollida per Ernest du Laurens de la Barre; té el poder de canviar de grandària a voluntat, fins al punt d'agafar la Lluna entre les dents. Rannou, un altre gegant bo i cristià fervent, aixafa a les dones sota una roca només per venjar les seves xafarderies. Igual que moltes parts de França, Bretanya també té vestigis del gegant Gargantua, que uneix la regió amb la noció de la mitologia francesa.
Es diu que els vents són bufats per gegants antropòfags (incloent Norouas), que a vegades poden ser amables amb els éssers humans.
Les creences bretones també inclouen ogres, especialment Goulaffre, un amant de peus de cristians conegut al país de Vannes, entre d'altres. Els ogres són més estúpids i fonamentalment són dolents. Comanden a altres criatures fantàstiques (àguiles, gossos ...), que els ajuden a capturar la seva presa.

### Homes llop, animals i dracs
L'home llop està present a través del lai de Bisclaveret i en una tradició de Saint-Thégonnec, dient que els boscos de la ciutat estaven habitades per un grup de licàntrops. Els homes llops tenen activitats normals durant el dia i no es poden distingir d'altres persones. Es transformen a la nit, i es reconeixen pel fet que són cristians dolents.
Diferents «cavalls del Diable» tempten als transeünts per guiar-los, i després intenten matar-los. El cavall de Mallet està atestat a l'Alta Bretanya i el Marc'h Melen a la Baixa Bretanya. El poltre Fersé de la Bretanya superior, un lutin metamorfosat, és inofensiu i reclama la seva brida a qui la va robar.
El conte del brau blau, un dels contes populars bretons més coneguts, mostra un brau vell, servicial i màgic que ajuda a una noia maltractada. El Kole Brizh (brau garsa)', el Tarv Garv (brau brutal, en Bro-Gwened) i el Bugle (en Châteauneuf) són, per contra, braus perillosos que envesteixen contra els que es troben, mentre que el Kole Porzh-an-Dro de Carnac, una criatura metamòrfica que pot prendre moltes formes, simplement es dedica a enganyar.
A l'Alta Bretanya, la Bèstia de Brielles ataca els habitants i els transeünts bloquejant ponts o mossegant-los. El Biherou d'Étrelles és comparable a ell. Un cérvol blanc rondava els landes de Kerprigent. El matagot, bèstia infernal màgica que només podien invocar els bruixots, és molt conegut a Belle-Isle-en-Terre.
El drac està present en l'hagiografia de certs sants bretons, en particular Sant Armel, que hauria derrotat la Guibre prop de Ploërmel en el segle v.

### Altres criatures
La nit pot produir encontres amb els Ankel'cher (encercladors, embruixadors), Tahn-noz, Keler o Kilher, que enganyen a l'home amb una llum com el foc follet (Letern-noz, llanterna nocturna), i les Goulou-noz, mans que sostenen una espelma sobre aigües estancades perilloses. Les Begoù-noz (boques de la nit) repeteixen les paraules pronunciades a l'île-de-Sein.
Bretanya coneix a diversos éssers del malson: el Bom-noz (encisador o embruixador nocturn), el Boufon-noz (maltractador nocturn), el Moustrerig i el Mac'herig-noz.
El Laar Douar (lladre de terra) o Bonnour (Borneur) recorre els camins foscos durant la nit, carregats de pedres; es tracta de l'ànima maleïda d'una persona que durant la seva vida va intentar ampliar les seves terres desplaçant el límit.
El Bugul an aod (pastor de la costa) ronda l'île-d'Arz, i talla els amarratges dels vaixells.
La Maouez-noz (dona de la nit) només ataca a les dones que treballen a la nit, entrant a les cases.
El nom de Paotr designa a moltes criatures que tenen fama de rondar un lloc determinat.
El Skoul és una varietat de bogeyman, que se suposa que roba energia vital.
La dama blanca, una figura sobrenatural present al folklore popular de moltes regions, inclosa en els temps moderns a la llegenda urbana de l'autoestopista fantasma, també està present a Bretanya, principalment al Château de Trécesson, Châteaubriant i Châteaugiron. El Château du Guildo seria rondat per Gilles, germà del duc de Bretanya. Molt a prop i vagament descrit, el Skouer és un fantasma nocturn.

#### Els cridaners
Durant les nits bretones ronden tota mena de criatures cridaneres, la majoria de les quals s'assemblen als lutins, la peculiaritat de les quals és cridar per espantar a la gent o advertir-los d'un perill.
El Hop ar noz, o Hop(p)er-noz (pregoner o ajudant nocturn), el C'hwiteller-noz (xiulador nocturn, a Alta Bretanya) i fins i tot el houpou (a l'Alta Bretanya) xiulen a l'imprudent perdut. Qui s'atreveix a respondre al xiulet, s'enfrontarà amb la criatura després de respondre-li tres vegades.
El Gwrifer de l'Alta Cornouaille pot prendre l'aparença d'un animal domèstic.
El Beker-noz (belador nocturn) i el Binioù-noz (gaiter nocturn) són menys perillosos, ja que es conformen només, el primer a belar com una cabra i el segon per imitar el so d'un biniou a mitjanits.
El Pilour-lann (moledor de gatoses) del país de Vannes colpeja el sostre de les cases amb un mall de fusta.
L'Ian an ôd (Joan de la riba), el Pautre penn-er-lo, el Begul an aod, i el Colle pohr-en-dro imiten els crits de persones que s'ofeguen per atreure la gent a l'aigua, o donen confiança a la gent abans d'empènyer-los i ofegar-los.
Per contra, el Diaoul ruz (diable vermell) d'Ouessant i els Chouerien Porzhenn (cridaners de Porzhenn) de Plogoff adverteixen als navegants de les tempestes i dels forts vents, dient-los que amarrin els seus vaixells.

#### El Bugul-noz
El Bugul-noz (pastor nocturn, en bretó vannetès) o bugel-noz (nen nocturn), és una criatura nocturna del país de Vannes, entre el lutin i l'home llop, conegut per presentar-se metamorfosat en forma de pastor amb un barret gran. S'ha esmentat des del segle xvii i potser provenia de criatures del tipus cridaner. La tradició popular parla de la por que inspira, i dels mitjans per protegir-se d'ell. La seva funció, d'acord amb Walter Evans-Wentz i Pierre Dubois, és advertir als pastors de l'arribada de les hordes nocturnes fer-los a tornar a casa seva. Les mares bretones l'utilitzen per espantar als seus fills.
Yves Le Diberder va recollir diverses anècdotes a Kemenet-Héboé, Porhoët i a la península de Rhuys el 1912.

### Persones i personatges mitificats
Una peculiaritat de les creences bretones resideix en la presència de moltes persones i personatges mitificats, amb dubtosa historicitat. Aquestes persones i personatges van tenir un paper important en la formació de la identitat bretona.
Gwenc'hlan o Guinclaff, citat per La Villemarqué com l'autor d'un gwerz, era un profeta de l'antiguitat. Popularitzat gràcies a una cançó del Barzaz Breiz, presenta punts comuns evidents amb Merlí, qui podria ser un dels avatars.
Brutus de Bretanya i Conan Meriadec participen en un mite dels orígens. El primer se cita a Historia Brittonum del segle ix, atribuït a Nennius, i el segon a la Historia Regum Britanniae de Geoffroy de Monmouth, i el seu mite es perpetua durant sis segles. La seva font no és en absolut armoricana ni bretona; s'ha de buscar a l'Eneida de Virgili. Aquests dos personatges es presenten com a històrics en el moment del ducat de Bretanya, legitimant les grans famílies nobles. La difusió del seu mite és coherent amb les amenaces de la independència del Ducat.
Morvan Lez-Breizh, primer rei de la Bretanya unificada, existència històrica del qual no hi ha cap dubte, és el tema dels mites nacionalistes que recorden el del rei Artús, dient que tornarà per perseguir als «gal·lesos».
Un exemple més recent del «llegendari» bretó és el de l'abad Placide-Marie Le Guillermic, conegut com a Tadig Kozh, que probablement va ser un gran taumaturg de mitjans del segle xix. Ha estat transformat per la imaginació popular en un personatge dotat de poders sobrenaturals; se li atribueixen poders per domar els fantasmes, tancar les ànimes dolentes en el cos d'un animal, i salvar de ser mort per aquells.

## Anàlisi

### L'arrelament al territori
La Bretanya, sovint descrita com «terra de llegendes», va ser propiciada per Gwenc'hlan Le Scouëzec a un «esoterisme celta»; per al cinquè Gran Druida de la Gorsedd de Bretanya, aquesta terra dona lloc a un sentiment de presència del sagrat immediat, i simbolitza un lloc de pas a l'Altre Món.
Més senzill, per a la filòsofa Claire de Marmier, sorgeix la necessitat de meravella del despertar de la imaginació en contacte amb la natura. En el seu llibre Hauts lieux de légende en Bretagne, Stéphanie Vincent enumera 43 llocs bretons vinculats a una o més llegendes més o menys cristianitzades.

#### Imaginari de pedres, muntanyes i megàlits
Els minerals estan lligats als gegants (que viurien a les pedres), com els reis com Morvan que dormien sota les pedres, i especialment els korrigans que és el seu l'hàbitat preferit. Els jetins, lutins cavernícoles, llencen enormes pedres als transeünts, la qual cosa explica la presència d'aquestes roques enmig dels camps.
Diverses històries també evoquen una lluita entre la gent menuda i els gegants. Els megàlits, també coneguts com a «tombes de gegants», donen testimoni de la victòria dels primers gràcies al seu enginy, oposat a la força bruta dels gegants. La punta de Dinan té llargues roques estretes que representen gegants derrotats.
«Casa de les fades» o «casa dels korrigans» és un sobrenom que s'atribueix habitualment els dòlmens de tota Bretanya. Les fades els haurien portat o construït, de vegades per viure allà. El més conegut d'aquests megàlits és el dolmen anomenat La Roche-aux-Fées (La roca de les fades) prop d'Essé. El cairn de Barnenez, el dolmen del Mougau-Bihan, els vestigis del carin de Quélarn, els túmuls de Treffiagat, i el dolmen de Kermaout formen part dels megàlits que la tradició diu que són habitats per lutins. Originalment, els megàlits semblen haver tingut un paper en les creences funeràries, simbolitzats per les representacions de destrals en alguns d'ells. Un déu local d'origen indoeuropeu podria ser acreditat amb el poder de la vida i la mort, sempre amb aquest tipus d'arma. L'imaginari bretó probablement ha recuperat els megàlits de Carnac a través d'històries de Sants que van arribar en vaixells de pedra o l'ús d'altars de pedra, amb una relació amb l'imaginari de l'aigua perquè aquests menhirs es mouen durant la mitjanit per arribar al mar, durant el Nadal i el Cap d'Any. Aquestes creences són semblants a les que els irlandesos tenen sobre Brú na Bóinne.
Els gegants són citats per l'origen de diversos topònims, des dels monts d'Arrée fins al castell de Rusquec, a Plonévez-du-Faou. El gegant més influent sobre la toponímia bretona és Gargantua, que a més d'haver vomitat la punta de la Garde-Guérin i de llançar diversos menhirs per tota Bretanya, va orinar el port de Paimboeuf (i tres estanys) i desforestar el cap Fréhel.
Els Ménez-Hom són rondats pels Monjos Rojos, fantasmes dels cavallers templers que mantenen el seu tresor amagat al cràter.

#### Imaginari de l'aigua
Es poden trobar moltes mencions del mar en les llegendes bretones de l'Edat Mitjana, però la matèria de Bretanya no esmenta (amb la notable excepció de Tristany i Isolda), limitant les seves evocacions d'aigua a alguns llacs. Aquesta peculiaritat és un reflex d'una vida essencialment «propera a la terra» de l'època. D'altra banda, l'aigua i el mar estan molt presents en les històries de creences posteriors. Bretanya té moltes fonts de fades. L'adoració de les fonts ha tingut una importància considerable, aquestes aigües s'han convertit en tot arreu objecte de ritus. Aquest fet, comú a altres regions, sembla que prové de la mateixa naturalesa de l'aigua; és possible beure-la i apropiar-se de les qualitats màgiques que s'acrediten a les fonts. Com en tot l'espai celta, Bretanya revela un model d'heroisme (en els textos hagiogràfics) que implica creuar l'aigua, símbol de la frontera amb l'Altre Món.
Sovint es troben animals a l'imaginari aquàtic, especialment en el cavall: els rius es comparen amb els cavalls o amb les cabres, probablement per la seva natura saltant. Els cavalls han descobert fonts, especialment a Loira Atlàntic. Les ones del mar també recorden a aquest animal, i diverses expressions relacionades amb el cavall en la cultura bretona ho demostren: «Ar Gazek Klanv», l'euga furiosa; «Ar Gazek Gwen», l'euga blanca; «Ar Gazek C'hlaz», l'euga blava que porta el peix; «Ar Marc'h Hep Kavalier», el cavall sense genet; «Ar Marc'h Hep e Vestr», el cavall sense el seu amo, són sobrenoms per les ones. També hi ha referències a basilics, dracs i fades.
L'aigua té una clara associació amb la mort. La llegendària badia dels Trépassés inclou fantasmes i vaixells fantasmes, i és coneguda per donar la benvinguda a les ànimes dels naufragis. A més, el far de Tévennec es considera embruixat. La costa dels Abers és l'escenari de moltes llegendes de naufragadors.
La vila d'Ys estava situada a la badia de Douarnenez i encara s'escolten les campanes que toquen les hores des del fons del mar. Segons Jean Balcou, cap bretó dubta de la seva existència. De la mateixa manera, l'illa d'Avalon ha estat ubicada a l'île d'Aval, a les Côtes-d'Armor.

#### Imaginari del bosc
| «                                              | - Bréchéliant és Brocelianda, veritat? - Sí, el regne de les fades, el nostre bosc sagrat. El nemeton per excel·lència [...] | » |
| — Le songe d'Empédocle, de Christopher Gérard. | |   |

La primera reclamació de la ubicació del bosc de Brocelianda i la font de Barenton al bosc de Paimpont es remunta a una carta signada l'any 1467, esmentant el bosc «Bréchéliant». No obstant això, aquesta llegendària geografia està majoritàriament defensada des del segle xix, amb la incorporació d'altres llocs relacionats amb les llegendes artúriques, com la Vall sense retorn, la tomba de Merlí i la casa de Viviane.
La santuarització de Brocelianda es deu molt als escrits de Félix Bellamy, a l'arribada del segle xx. A mitjans del segle xx, l'església de Saint-Onenne (coneguda com l'església del Greal) es va afegir a aquests llocs llegendaris.
Paimpont-Brocelianda s'associa amb la fada Viviane, la fada Morgana, Merlí i Lancelot du Lac (que Chrétien de Troyes va dir que era bretó). No obstant això, la tomba (o el castell) de Lancelot està més aviat situada al bosc de Landerneau.
Actualment, la localització de Brocelianda al bosc de Paimpont és àmpliament acceptat per l'opinió popular, encara que existeix un debat entre els investigadors. Alguns postulen que és preferible situar Brocelianda al bosc de Lorge, prop de Quintin. Cap element arqueològic permet assimilar Paimpont a Brocelianda amb certesa, no hi ha cap evidència que Brocelianda existeixi en altres llocs que no pas en els testimonis dels qui el van visitar. Buscar l'existència dels personatges de la llegenda artúrica al bosc de Paimpont és més com un acte de fe.
L'associació d'aquesta part de la Bretanya continental amb la llegenda artúrica ha estat molt valorada des de mitjans del segle xx, incloent la creació de carrers i negocis que utilitzen noms artúrics. Des de 1990, el lloc també alberga el Centre de l'imaginari artúric (al castell de Comper), que reuneix als seguidors del cicle artúric en totes les seves formes d'expressió, des de la mitologia celta fins a la fantasia heroica. Això ha augmentat el nombre de visitants al bosc de Paimpont i va impulsar comunitats com Tréhorenteuc i Paimpont, víctimes de l'èxode rural. El lloc és vist pels seus nombrosos visitants com un bosc sagrat poblat per fades, propiciant pràctiques espirituals i neodruídiques. Aquestes pràctiques han provocat el rebuig de la identitat artúrica entre alguns bretons, que ho consideren fictici. L'arribada de milers de visitants atrets pels cultes pagans a Brocelianda desperta desconfiança. Diversos testimonis mencionen rituals neopagans i misses negres que inclouen encendre fogueres, l'ús de veles de colors i sacrificis d'animals. Els conflictes són freqüents entre els bretons que es beneficien de la presència d'aquests milers de visitants (comerciants, guies turístics ...) i agricultors o terratinents locals que pateixen la seva presència. El bosc d'Huelgoat, menys visitat que el de Paimpont, també es considera habitat per les fades i altres criatures. La seva vocació turística es remunta a principis del segle xx. També té una geografia artúrica, ja que aquest bosc acull el camp i la cova d'Artús.

#### Imaginari del cel i dels astres
La imaginari del cel, menys estudiada, només es coneix des de finals del segle xix i va ser recopilat per Daniel Giraudon. Conté així molts elements cristianitzats.
Els bretons conceben dos cels: un religiós com a territori de Déu i sants, i el cel atmosfèric.
Un temor entre els armoricans (ben conegut sobretot gràcies a la seva menció en els còmics d'Astèrix) és que el cel caiguis sobre el cap. Això és materialitzar fins a principis del segle xx per la gran por a les tempestes i els llamps (manifestació divina o diabòlica), i l'existència de molts rituals religiosos o màgics destinats a protegir-se d'ells.
Una de les tradicions celestes més antigues sembla una que atribueix a un cavall que arrossega el Sol i l'arribada del cel blau. El Sol és valorat i beneficiós, sovint recompensat amb noms. També es converteix en un personatge dels contes.
La Lluna es veu, al contrari, com a contrària o la seva contrapart, associada amb llops, guineus i per descomptat amb la bogeria i la metamorfosi en un home llop. La imatge que envia seria la d'un lladre atrapat en flagrant delicte i que perjura dient «que la lluna m'empassi si menteixo». Altres tradicions bretones veuen un lladre, un dimoni o el jueu errant.

### Mitologia comparada i interceltisme
Fragments de la mitologia celta bretona revelen similituds amb la mitologia irlandesa; Claude Sterckx parla d'un «parentiu mític». Irlanda ha conservat els seus textos mitològics amb un lleuger vernís cristià, a diferència de Bretanya. D'aquesta manera, Sterckx planteja una relació entre Merlí (tal com es presenta en les recopilacions realitzades al segle xix a Bretanya), Tadig Kozh, i el druida irlandès Fintan mac Bóchra, també capaç de metamorfar en animals i dominar les reencarnacions. Le Roux i Guyonvarc'h aproven la banshee d'Irlanda anomenada Líban o Lí Ban (al Lebor na hUidre) de la Morgane descrita per Anatole Le Braz, ambdues referides a la dona de l'Altre Món. El personatge de Dahut, malgrat l'edulcorant literari del seu mite, té punts evidents en comú amb aquest arquetip celta, especialment en contes irlandesos. Segons diversos investigadors, entre ells Bernard Sergent, Patrice Marquand i Gaël Milin, la història del rei Marc de Cornualla pertany a la història del tipus «rei amb parts d'animals», i presenta un important paral·lelisme amb Eochaid Ollathair (un altre rei amb orelles de cavall que fa desaparèixer els barberes que li afaita, i es troba a l'origen d'un instrument musical) i Labraid loingsech a Irlanda, i March ap Meirchiawn a Gal·les.
La comparació amb la mitologia indoeuropea també mostra punts en comú amb el déu grec Poseidó / Neptú. El rei amb orelles de cavall és sens dubte un motiu celta comú. Santa Riwanon recorda molt clarament a la deessa gal·lesa Rhiannon esmentada al Mabinogion pel nom i naixement. Aquestes comparacions, tanmateix rares, semblen ser el resultat del passat indoeuropeu; Bernard Sergent porta la llegenda del drac de Sant Efflam, més propera al mite hitita d'Illuyanka.
Segons Erwan Chartier, el rei Artús és un mite intercèltic. La seva figura sempre ha estat invocada per encarnar alguna forma de resistència celta, tant a Gal·les com a la resta de l'illa de Gran Bretanya, i a la Bretanya.
Les criatures del folklore bretó també troben els seus equivalents en els altres països celtes: els korrigans recorden els Tylwyth Teg de Gal·les; a més, René-François Le Men informa d'una tradició segons la qual els nans de tipus korrigan van envair un dia Bretanya, molt semblant al relat gal·lès de Lludd a Llefelys, on l'illa de Bretanya és envaïda pels Corannyet, un poble a part que el nom recorda als korrigans. Philippe Le Stum assenyala que s'han recopilat contes de dones cigne a Bretanya i Irlanda. Les llegendes bretones poden haver influït en les regions veïnes. A l'île-d'Yeu (Vendée), els fras habiten el dolmen dels «Petits Fradets» i sembren herbes que fan que els animals parlin a mitjanit. Aquesta és una creença freqüent a tota Bretanya.

## Cultura popular i influència sobre els artistes
Els mites i llegendes de Bretanya són molt sovint protagonistes de les produccions artístiques. La llegenda de la vila d'Ys és una font d'inspiració important, que ha circulat des de mitjans del segle xx dins de vint adaptacions literàries, quinze àlbums musicals o fragments de cançons, un telefilm i un videojoc. El personatge de l'Ankú també inspira una abundant producció cultural, especialment en el còmic. Aquest és també el nom de l'equip de futbol americà de Rennes (Ankou de Rennes), existent des del 2003. Diversos il·lustradors s'han inspirat en la gent menuda de Bretanya en les seves obres, especialment Pascal Moguérou, que va fer dels korrigans el seu tema favorit.

### En la música
De la mateixa manera que els càntics bretons i les seves lletanies dels sants fan la connexió entre el religiós i el profà, el fons musical popular interessa la música culta. Els laments, anomenats gwerzioù, evoquen la tragèdia de la vila d'Ys; compost per Olivier Souêtre, reté l'atenció de l'Església (càntics, organistes, Dies iræ) i de compositors clàssics com Louis-Albert Bourgault-Ducoudray, Paul Le Flem, Marcel Labey, John Langlais i Jean-Charles Hess. Paul Le Flem s'ha inspirat en el tema diverses vegades en la seva obra, sobretot per escriure una obra lírica i dramàtica sobre Dahut, La Magicienne de la mer (La maga de la mar), després d'haver assistit a l'òpera d'Édouard Lalo Le Roi d'Ys (El rei d'Ys), ja que la pobresa del llibret l'havia decebut. Altres compositors bretons contemporanis orquestren la llegenda, com Paul Martineau, Jef Le Penven, Jean-Yves Malmasson, Pierre-Yves Moign, René Abjean, Benoît Menut.

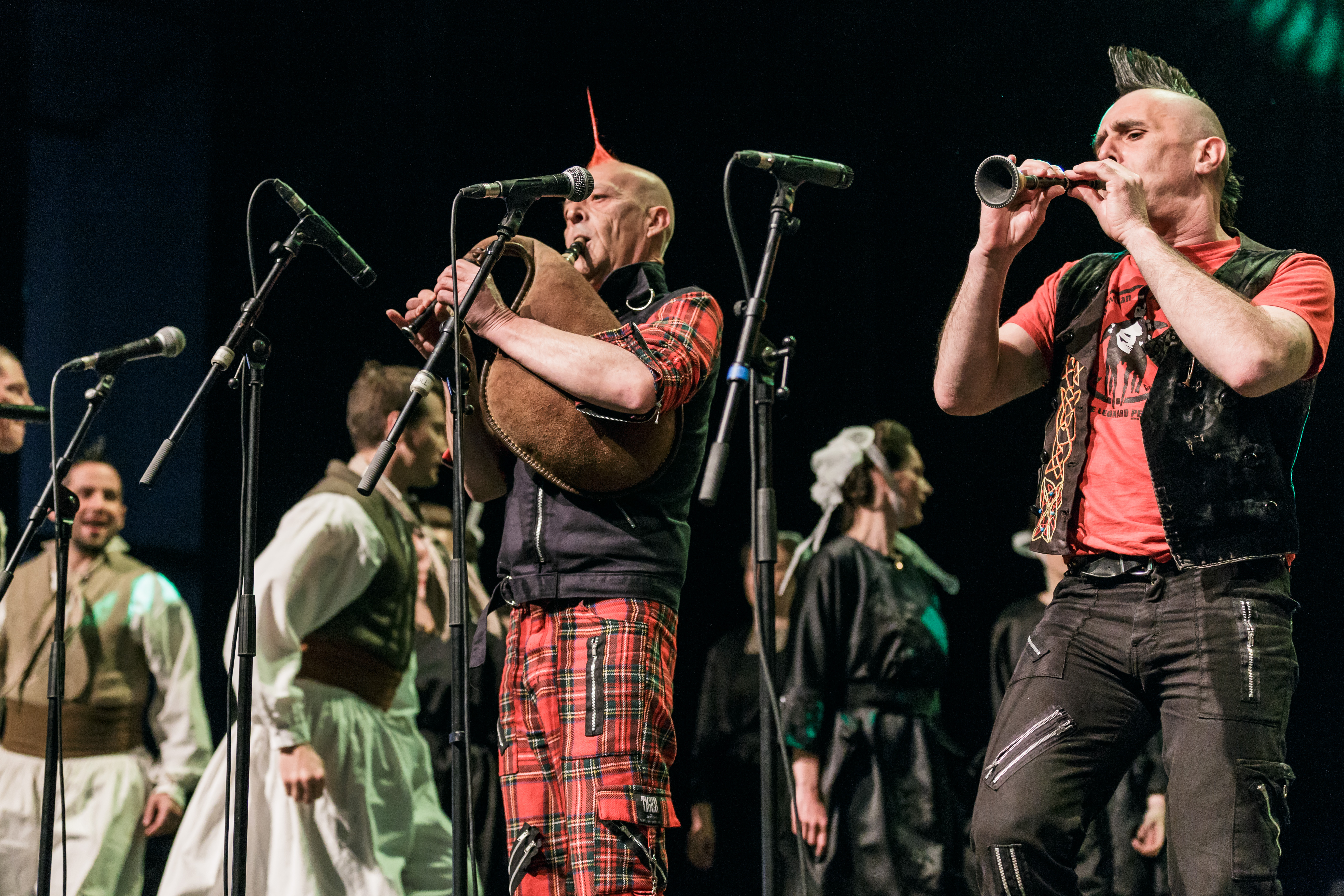
La parella de músics de biniou kozh (Richard Bévilon) i bombarda (Éric Gorce) del grup Les Ramoneurs de menhirs
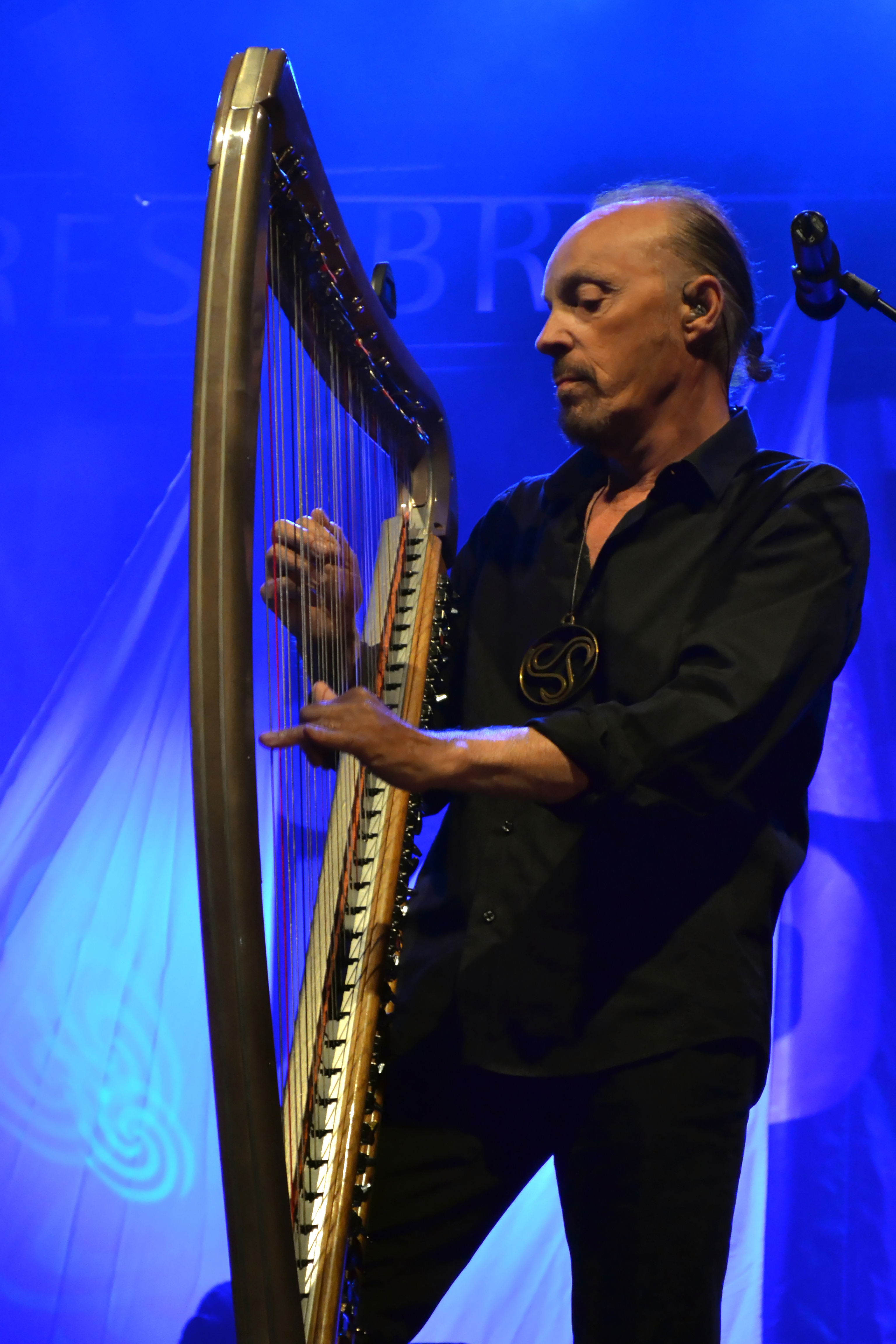
Alan Stivell estudia la mitologia celta i les seves composicions estan inspirades en el llegendari bretó

Els cantants tradicionals del segle xx obtenen el seu repertori del Barzaz Breiz, incloent les germanes Goadec, Andrea Ar Gouilh, Denez Prigent, Gilles Servat, Yann-Fañch Kemener. A Bretanya, els músics d'arpa cèltica són, pel seu instrument i repertori, influenciats per la mitologia: Cécile Corbel, Myrdhin, Tristan Le Govic, Triskell, etc. Alan Stivell és un apassionat del món celta, ja sigui en llengües, història, mitologia, literatura o art gràfic. El 16 d'octubre de 2013, va publicar a Arthaud el llibre Sur la route des plus belles légendes celtes (En el camí de les llegendes celtes més belles), escrit junt amb Thierry Jolif i decorat amb fotografies d'Yvon Boëlle. Dedica una primera part a les llegendes de Bretanya esmentades en diverses de les seves cançons: Brocéliande (1970), Ys (1971) i títols de l'àlbum Légende (Mojenn) com Tour an Arvor, Azenor i Sawenn.
La llegenda d'Ys ha inspirat a Dan Ar Braz per al seu àlbum debut Douar Nevez i als altres músics d'Alan Stivell que van formar el grup YS al desembre de 1975. En la dècada del 1970, els grups comencen a recuperar el bretó trobant la seva inspiració en les llegendes bretones, com Tri Yann (Nantes), Diaouled Ar Menez (muntanyes d'Arré), Sonerien Du (Bigouden), el trio EDF (on Patrik Ewen és el contaire). En la dècada del 1990, els grups musicals creixen al voltant d'un imaginari celta, com el grup nantès EV, els grups parisencs Stone Age i Manau, Merzhin (Merlí en bretó), i Glaz. En la dècada del 2010, el nantès Alan Simon interpreta els espectacles Anne de Bretagne, Excalibur i Tristan & Iseut, i la cantant Gwennyn escriu diverses cançons amb temes de llegendes (com Ahès, escrita per Nolwenn Leroy), la banda punk Les Ramoneurs de Menhirs inclouen en els seus textos aquests aspectes culturals, l'arpista Gwenaël Kerleo i el seu grup Arneo s'inspiren en les llegendes dels monts d'Arré.
Els grups sovint es refereixen a l'Ankú: Overstep nomena un dels seus àlbums de heavy metal Karrig an Ankou (2001), Pascal Lamour subtitola L'Ankou en Le chant de la Mandragore, i uns altres fan referència directa del seu nom com Wig A Wag i la banda estatunidenca de black metal Ankou Awaits.

### En la literatura
Anatole Le Braz publica Le Sang de la Sirène (La sang de la sirena), directament inspirant en les llegendes bretones. Paul Féval situa La fée des grèves (La fada de les platges) a Cancale i la badia del Mont Saint-Michel. Pierre-Jakez Hélias explica les llegendes bretones en les seves obres etnogràfiques (El cavall de l'orgull, El caçador de la memòria) o en les seves novel·les i dedica llibres a les tradicions bretones, a les llegendes del mar i al Bro-Vigoudenn. Claude Seignolle és inspirat diverses vegades per les llegendes bretones en les seves novel·les. Renaud Marhic ha publicat un thriller negre anomenat Korrigans Connection, i Marc Letellier la novel·la i conte musical La fille d'Avalon (La noia d'Avalon).

### En el còmic
En els còmics, Timour d'Armor, publicat el 1953, es menciona els mites troians i romans de la fundació de Bretanya. Un àlbum de Spirou i Fantàstic, dibuixat el 1978 per Fournier, es titula L'Ankou. Bran Ruz, publicat entre 1978 i 1981, utilitza diverses llegendes bretones, en particular Ys (amb Dahut i Gradlon), l'Ankú i els korrigans. Aquest còmic, molt imbuït del pensament post-1968, denuncia els excessos del catolicisme, ja que és Gwénolé qui causa la inundació d'Ys allà. Els autors de Bran Ruz s'han documentat durant molt de temps amb experts de la matèria, però han confiat el seu pròleg al prolix Jean Markale. A Les Écluses du Ciel (1981-1994) apareix Gwen, el fill de Morgana, que vol recuperar el seu tron de Bretanya en el context d'una guerra de l'Església contra les criatures mitològiques i llegendàries d'Armòrica.
La sèrie Bout d'homme (1990-2008) de Jean-Charles Kraehn es desenvolupa en un petit poble amb grans secrets sobre un fons de llegendes bretones, en escenaris plujosos i marítims. Diversos mites i llegendes bretones apareixen a la col·lecció Soleil Celtic, publicant sèries de la cultura celta. El seu director de la col·lecció és Jean-Luc Istin. Erwan i Ronan Le Breton han publicat Les Countes du Korrigan per la seva iniciativa, la sèrie Les Contes de l'Ankou ofereix petites històries en còmics que giren entorn de l'home de la mà de la mort, i Les Contes de Brocéliande es desenvolupen al famós bosc. A més, Jean-Luc Istin ha dibuixat diversos àlbums inspirats en llegendes bretones, entre d'altres, la sèrie Les Druides i Merlín, on s'esmenta la vila d'Ys.
Pierre Dubois també inspira regularment en el llegendari bretó en les seves obres, entre d'altres en Petrus Barbygère (1996-1997), on es nota la presència de fions i tres cavalls del mar. El quart volum de la sèrie del còmic Le Torte, il·lustrat per Lucien Rollin, es subtitula Tréo-Fall, nomenat així pels lutins dansaires de l'illa d'Ouessant. Aquesta sèrie escrita per Dubois involucra molts altres personatges bretons, com Éon de l'Étoile.

### En el cinema i la televisió
La Charrette fantôme (1939) de Julien Duvivier és una il·lustració romanticitzada de l'Ankú. La minisèrie de televisió Dolmen es basa en el imaginari del mar, el dels nàufrags en particular. Molts episodis de la sèrie Kaamelott evoquen els passatges bretons de la llegenda artúrica.

### En videojocs
Ys és una sèrie de videojocs desenvolupada per la companyia japonesa Nihon Falcom i generalment editada per Konami o XSEED Games. Aquesta sèrie, iniciada en la dècada del 1980, ha estat disponible en una gran quantitat de plataformes, des del MSX fins a la PlayStation 2. Es basa en la llegenda bretona de la vila d'Ys.
La saga de Final Fantasy evoca el nom de l'Ankú tres vegades: en l'episodi VIII (1999), episodi IX (2000), i episodi XII (2006). Un monstre de Final Fantasy XI (2002) porta el nom de Bugul-noz.

### Obres per al públic en general
- Dubois, Pierre. La Grande Encyclopédie des lutins (en francès).  Hoëbeke, 1992. ISBN 978-2-84230-325-9.
- Dubois, Pierre. La Grande Encyclopédie des fées (en francès).  Hoëbeke, 1996. ISBN 2-84230-014-9.
- Ely, Richard; Tsaag Valren, Amélie. Bestiaire fantastique & créatures féeriques de France (en francès).  éd. Terre de Brume, 2013, p. 70; 144; 209-210; 304. ISBN 978-2843625084.
- Giraudon, Daniel. Sur les chemins de l'Ankou (en francès).  Yoran Embanner, 2012. ISBN 978-2914855938.
- Kervella, Divi. Légendaire celtique (en francès).  Coop Breizh, 2001. ISBN 978-2-84346-137-8.
- Monnier, Jean-Jacques; Cassard, Jean-Christophe. Toute l'Histoire de Bretagne. Des origines à nos jours (en francès).  Morlaix: Skol Vreizh, 2012. ISBN 978-2-915623-79-6.
- Le Stum, Philippe. Fées, Korrigans & autres créatures fantastiques de Bretagne (en francès).  Rennes: Ouest-France, 2003.
- Morvan, Françoise. La douce vie des fées des eaux (en francès).  Actes Sud, 1999 (Babel). ISBN 9782742724062.
- Morvan, Françoise. Vie et mœurs des lutins bretons (en francès).  Actes Sud, 2005 (Babel). ISBN 978-2742757930.
- Vincent, Stéphanie. Hauts lieux de légende en Bretagne (en francès).  Jean-Paul Gisserot, 2013. ISBN 978-2755804423.

### Articles i capítols curts
- de Beaulieu, François. «La Bretagne est une terre de légendes». A: Insolite et grandes énigmes (en francès).  Le cavalier bleu, 2010 (Le Grand Livre des idées reçues). ISBN 9782846703239.
- Fleuriot, Léon «De quelques survivances dans le christianisme breton» (en francès). Dalc'homp sonj !, 18, 1987, pàg. 13-18.
- Sterckx, Claude «Survivance de la mythologie celtique dans quelques légendes bretonnes» (en francès). Etudes celtiques, 22, 1985, pàg. 393-406. Arxivat de l'original el 2016-03-03 [Consulta: 23 juny 2018].
- Sterckx, Claude. «Débris mythologiques en Basse-Bretagne». A: Mélanges offerts à la mémoire de Léon Fleuriot. Bretagne et pays celtiques: langues, histoire, civilisation (en francès).  Presses universitaires de Rennes, Skol, 1992.
- Sterckx, Claude. «De Fionntan au Tadig Kozh: figures mythiques d'Irlande et de Bretagne». A: Irlande et Bretagne: vingt siècles d'histoire. Actes du colloque de Rennes (29-31 mars 1993) (en francès).  éd. Terre de Brume, 1994.